# Liste der technischen Denkmale im Erzgebirgskreis (A–I)
Die Liste der technischen Denkmale im Erzgebirgskreis enthält die Technischen Denkmale im Erzgebirgskreis.
Diese Liste ist eine Teilliste der Liste der Kulturdenkmale in Sachsen.
Aufgrund der großen Anzahl von technischen Denkmalen ist die Liste aufgeteilt in die
- Liste der technischen Denkmale im Erzgebirgskreis (A–I)
- Liste der technischen Denkmale im Erzgebirgskreis (J–P)
- Liste der technischen Denkmale im Erzgebirgskreis (R–Z)

## Legende
- Bild: Bild des Kulturdenkmals, ggf. zusätzlich mit einem Link zu weiteren Fotos des Kulturdenkmals im Medienarchiv Wikimedia Commons. Wenn man auf das Kamerasymbol klickt, können Fotos zu Kulturdenkmalen aus dieser Liste hochgeladen werden:
- Bezeichnung: Denkmalgeschützte Objekte und ggf. Bauwerksname des Kulturdenkmals
- Lage: Straßenname und Hausnummer oder Flurstücknummer des Kulturdenkmals. Die Grundsortierung der Liste erfolgt nach dieser Adresse. Der Link (Karte) führt zu verschiedenen Kartendiensten mit der Position des Kulturdenkmals. Fehlt dieser Link, wurden die Koordinaten noch nicht eingetragen. Sind diese bekannt, können sie über ein Tool mit einer Kartenansicht einfach nachgetragen werden. In dieser Kartenansicht sind Kulturdenkmale ohne Koordinaten mit einem roten bzw. orangen Marker dargestellt und können durch Verschieben auf die richtige Position in der Karte mit Koordinaten versehen werden. Kulturdenkmale ohne Bild sind an einem blauen bzw. roten Marker erkennbar.
- Datierung: Baubeginn, Fertigstellung, Datum der Erstnennung oder grobe zeitliche Einordnung entsprechend des Eintrags in der sächsischen Denkmaldatenbank
- Beschreibung: Kurzcharakteristik des Kulturdenkmals entsprechend des Eintrags in der sächsischen Denkmaldatenbank, ggf. ergänzt durch die dort nur selten veröffentlichten Erfassungstexte oder zusätzliche Informationen
- ID: Vom Landesamt für Denkmalpflege Sachsen vergebene, das Kulturdenkmal eindeutig identifizierende Objekt-Nummer. Der Link führt zum PDF-Denkmaldokument des Landesamtes für Denkmalpflege Sachsen. Bei ehemaligen Kulturdenkmalen können die Objektnummern unbekannt sein und deshalb fehlen bzw. die Links von aus der Datenbank entfernten Objektnummern ins Leere führen. Ein ggf. vorhandenes Icon  führt zu den Angaben des Kulturdenkmals bei Wikidata.

## Amtsberg
| Bild                                    | Bezeichnung | Lage                | Datierung                             | Beschreibung | ID       |
| --------------------------------------- | --- | ------------------- | ------------------------------------- | --- | -------- |
| Weitere Bilder                          | Sachgesamtheit Königlich-Sächsische Triangulierung (»Europäische Gradmessung im Königreich Sachsen«); Station 91 Dittersdorfer Höhe | Dittersdorf (Karte) | bezeichnet 1869 (Triangulationsstein) | Triangulationssäule; Station 2. Ordnung, bedeutendes Zeugnis der Geodäsie des 19. Jahrhunderts, vermessungsgeschichtlich von Bedeutung | 09232895 |
| Direkt Bild zu diesem Denkmal hochladen | Fabrikgebäude | Dittersdorf (Karte) | um 1900 (Fabrikgebäude)               | zeittypischer Ziegelbau, ortsentwicklungsgeschichtlich von Bedeutung                                                                   | 09232905 |

## Annaberg-Buchholz, Stadt
| Bild                                    | Bezeichnung | Lage               | Datierung | Beschreibung | ID       |
| --------------------------------------- | --- | ------------------ | --- | --- | -------- |
| Weitere Bilder                          | Sachgesamtheit Königlich-Sächsische Triangulierung (»Europäische Gradmessung im Königreich Sachsen«); Station 130 Pöhlberg | Annaberg (Karte)   | bezeichnet 1865 (Triangulationsstein)                                                                                                   | Triangulationssäule; Station 2. Ordnung, bedeutendes Zeugnis der Geodäsie des 19. Jahrhunderts, vermessungsgeschichtlich von Bedeutung | 09229162 |
| Weitere Bilder                          | Königlich-Sächsische Meilensteine (Sachgesamtheit)                                                                         | Annaberg (Karte)   | 19. Jahrhundert (Meilenstein) | Meilenstein; Stationsstein auf dreieckigem Grundriss, verkehrsgeschichtliches Zeugnis | 09304445 |
| Direkt Bild zu diesem Denkmal hochladen | Kartonagenfabrik Robert Friedrich (ehem.)                                                                                  | Annaberg (Karte)   | 1899 Ursprungsbau (Fabrikgebäude) | Fabrikgebäude in offener Bebauung; baugeschichtlich und wirtschaftsgeschichtlich von Bedeutung | 09228539 |
| Weitere Bilder                          | Unterer Bahnhof; Staatsbahnhof (ehem.); Eisenbahnstrecke Annaberg-Buchholz unt Bf – Flöha; Zschopautalbahn                 | Annaberg (Karte)   | vor 1866 (Bahnhof); 1866 Eröffnung (Personenbahnhof); vor 1866 (Eisenbahnerwohnhaus)                                                    | Bahnhof mit Empfangsgebäude, Bahnsteigüberdachungen und seitlichem Eisenbahnbeamtenwohnhaus in offener Bebauung; verkehrstechnisch und ortsgeschichtlich von Bedeutung | 09229141 |
| Direkt Bild zu diesem Denkmal hochladen | Posamentenfabrik Paul Diersch (ehem.)                                                                                      | Annaberg (Karte)   | bezeichnet 1900 (Fabrikgebäude) | Fabrikgebäude in offener Bebauung; baugeschichtliche und wirtschaftsgeschichtliche Bedeutung | 09228776 |
|                                         | Prägeanstalt Hänel (ehem.); AEG-Schalterwerk (ehem.)                                                                       | Annaberg (Karte)   | 1907–1908 (Fabrikgebäude) | Fabrikgebäude in halboffener Bebauung; moderne Skelettbauweise der Jahrhundertwende mit Bauornament des Jugendstils; baugeschichtliche und industrieentwicklungsgeschichtliche Bedeutung | 09228818 |
| Weitere Bilder                          | Königlich-Sächsische Meilensteine (Sachgesamtheit)                                                                         | Annaberg (Karte)   | 19. Jahrhundert (Meilenstein) | Meilenstein; Stationsstein, rechteckige Stele mit rundbogigem Abschluss, verkehrsgeschichtlich von Bedeutung | 09229159 |
|                                         | Posamentenfabrik Eduard Krahl (ehem.)                                                                                      | Annaberg (Karte)   | im Kern 1. Hälfte 19. Jahrhundert (Fabrikgebäude); 1899 (Fabrikgebäude)                                                                 | Ehemaliges Fabrikgebäude in halboffener Bebauung, mit Toranlage; baugeschichtliche und wirtschaftsgeschichtliche Bedeutung | 09228640 |
| Direkt Bild zu diesem Denkmal hochladen | Seilerwarenfabrik Schubert & Berthold (ehem.)                                                                              | Annaberg (Karte)   | 1924 (Seilerei) | Ehemaliges Fabrikgebäude in offener Bebauung; Seilerwarenhersteller, im Treppenhaus bemerkenswerte Farbglasfenster, baugeschichtliche und wirtschaftsentwicklungsgeschichtliche Bedeutung | 09228542 |
| Weitere Bilder                          | Kursächsische Postmeilensäulen (Sachgesamtheit)                                                                            | Annaberg (Karte)   | bezeichnet 1727 (Postdistanzsäule) | Postmeilensäule; Kopie einer Distanzsäule, verkehrsgeschichtlich von Bedeutung | 09228909 |
|                                         | Schlösselbrücke | Annaberg (Karte)   | 1829–1831 (Straßenbrücke) | Straßenbrücke über die Bahnhofstraße; aus Bruchstein, baugeschichtliche und verkehrsgeschichtliche Bedeutung | 09228942 |
| Direkt Bild zu diesem Denkmal hochladen | Kursächsische Postmeilensäulen (Sachgesamtheit)                                                                            | Annaberg (Karte)   | 1723 (Viertelmeilenstein) | Postmeilensäule; Viertelmeilenstein in Hofmauer eingesetzt, verkehrsgeschichtliche Bedeutung | 09229160 |
| Weitere Bilder                          | Kursächsische Postmeilensäulen (Sachgesamtheit)                                                                            | Annaberg (Karte)   | 1727 (Postdistanzsäule) | Postmeilensäule; Kopie einer Distanzsäule, verkehrsgeschichtliche Bedeutung | 09228944 |
| Weitere Bilder                          | Bahnhof Annaberg-Buchholz-Mitte                                                                                            | Buchholz (Karte)   | 1902 (Empfangsgebäude) | Bahnhof mit Empfangsgebäude und Bahnsteigüberdachung; verkehrstechnische und baugeschichtliche Bedeutung | 09229129 |
| Direkt Bild zu diesem Denkmal hochladen | Fein- und Luxuskartonagenfabrik Adler & Co. (ehem.)                                                                        | Buchholz (Karte)   | 1902–1905 (Fabrikgebäude) | Fabrikgebäude in halboffener Bebauung; baugeschichtliche und wirtschaftsgeschichtliche sowie städtebauliche Bedeutung | 09229122 |
|                                         | Wismuthalden Annaberg | Buchholz (Karte)   | nach 1947 (Halde) | Doppelkegelhalde der SDAG Wismut; bergbaugeschichtliche und ortsgeschichtliche Bedeutung | 09229161 |
| Direkt Bild zu diesem Denkmal hochladen | Posamentenfabrik Paul Süß (ehem.)                                                                                          | Buchholz (Karte)   | 1900 (Fabrikgebäude) | Fabrikgebäude in halboffener Bebauung; baugeschichtliche und wirtschaftsgeschichtliche Bedeutung | 09228849 |
| Direkt Bild zu diesem Denkmal hochladen | Annaberger Täschnerwaren (ehem.)                                                                                           | Buchholz (Karte)   | um 1900 (Fabrikgebäude); um 1900 (Verwaltungsgebäude)                                                                                   | Gebäudegruppe aus Verwaltungs- und Fabrikationsgebäude (bzw. Geschäftsgebäude) und Nebengebäude; baugeschichtliche und wirtschaftsgeschichtliche Bedeutung | 09229140 |
| Weitere Bilder                          | Wirkwaren-Fabriken Levin, Kaufmann & Co.; später Cunersdorfer Trikotagenfabrik Eminett                                     | Cunersdorf (Karte) | um 1920 (Textilfabrik) | Zwei Produktionsgebäude (Anschrift: Am Steigerwald 9 und Karlsbader Straße 111) einer ehemaligen Textilfabrik; aus zwei neoklassizistisch gestalteten, weithin sichtbaren Gebäuden bestehend, baugeschichtlich und ortsgeschichtlich bedeutend sowie von Belang für das Ortsbild | 08985171 |
| Weitere Bilder                          | Himmlisch-Heer-Fundgrube; Dorothea-Stolln                                                                                  | Cunersdorf (Karte) | 1853 (Mundloch); 1551 und später (Halde)                                                                                                | Bergbauliche Anlage mit Stollenmundloch, begehbarem Stollen, Richtschacht, Einbruchstellen und mehreren Halden; wichtiges Zeugnis des Altbergbaus des 16. Jahrhunderts im Erzgebirge, bergbauhistorisch und ortsgeschichtlich bedeutend | 08985194 |
| Direkt Bild zu diesem Denkmal hochladen | Neuheiligen Kreuz | Frohnau (Karte)    | 18./19. Jahrhundert, vermutl. älter (Halde)                                                                                             | Haldenzug »Neuheiligen Kreuz«; Zeugnis des Altbergbaus von ortshistorischer Bedeutung | 09227073 |
| Direkt Bild zu diesem Denkmal hochladen | Hölzerne Staude | Frohnau (Karte)    | 18./19. Jahrhundert, vermutl. älter (Halde)                                                                                             | Halde »Hölzerne Staude«; Zeugnis der Bergbaugeschichte, von ortshistorischer Bedeutung | 09227063 |
| Direkt Bild zu diesem Denkmal hochladen | Friedrich-August-Treibeschacht                                                                                             | Frohnau (Karte)    | 18./19. Jahrhundert, vermutl. älter (Halde)                                                                                             | Halde und Mundloch des Friedrich-August-Treibeschachts; wichtiges Zeugnis der regionalen Bergbaugeschichte, ortshistorische Bedeutung | 09227062 |
| Direkt Bild zu diesem Denkmal hochladen | Bergmännisch Glück | Frohnau (Karte)    | 18./19. Jahrhundert, vermutl. älter (Halde)                                                                                             | Halde »Bergmännisch Glück«; Zeugnis der Bergbaugeschichte, von ortshistorischer Bedeutung | 09227065 |
| Direkt Bild zu diesem Denkmal hochladen | Isabeller-Richtschacht; Hoffnung-Schacht                                                                                   | Frohnau (Karte)    | 18./19. Jahrhundert, vermutl. älter (Halde)                                                                                             | Dreiergruppe von Halden »Isabeller-Richtschacht« und »Hoffnung-Schacht«; Haldenzug des Altbergbaus, von ortshistorischer Bedeutung | 09227072 |
| Direkt Bild zu diesem Denkmal hochladen | Harnisch-Kammer | Frohnau (Karte)    | 18./19. Jahrhundert, vermutl. älter (Halde)                                                                                             | Halde »Harnisch-Kammer«; erhaltener Haldenzug als Zeugnis des Altbergbaus, von ortshistorischer Bedeutung | 09227059 |
| Weitere Bilder                          | Bierschnabel-Wasserwerk | Frohnau (Karte)    | bezeichnet 1931 (Wasserwerk) | Wasserhaus; kleines Gebäude mit Natursteinmauerwerk, Satteldach und Zierrat, Zeugnis der lokalen Wasserversorgung, technikgeschichtlich bedeutsam, zudem für Ortsbild wertvoll | 09229960 |
| Direkt Bild zu diesem Denkmal hochladen | Rosenkranz-Fundgrube | Frohnau (Karte)    | 1. Hälfte 18. Jahrhundert, später überformt (Huthaus)                                                                                   | Ehemaliges Huthaus des Hartig-Schachtes mit Halde der Rosenkranz-Fundgrube; Gebäude mit Fachwerk im Obergeschoss und Satteldach, weitestgehend im Ursprungszustand, zentrale Lage im Ort, ortsbildprägend, Zeugnis der Bergbaugeschichte und Volksbauweise | 09229951 |
| Direkt Bild zu diesem Denkmal hochladen | Pumpstation | Frohnau (Karte)    | 1952 (Pumpenhaus) | in zeittypischer Formensprache, technikgeschichtlich von Bedeutung | 08967699 |
| Direkt Bild zu diesem Denkmal hochladen | 10 000 Ritter | Frohnau (Karte)    | 18./19. Jahrhundert, vermutl. älter (Mundloch)                                                                                          | Mundloch »10 000 Ritter«; Zeugnis des Altbergbaus, von ortsgeschichtlicher Bedeutung | 09227060 |
| Direkt Bild zu diesem Denkmal hochladen | König-David-Schacht | Frohnau (Karte)    | 18./19. Jahrhundert, vermutl. älter (Mundloch)                                                                                          | Pochwerkreste und Mundloch des König-David-Stolln; Zeugnis des Altbergbaus, ortsgeschichtlich von Bedeutung | 09227064 |
| Weitere Bilder                          | Markus-Röhling-Fundgrube                                                                                                   | Frohnau (Karte)    | 1768 (Pulverturm); 1773 (Bergschmiede); 1768 (Huthaus)                                                                                  | Obere Gebäudegruppe mit Bergschmiede (Nr. 1), Huthaus (Nr. 8), Ruine des Pulverhäuschens und Halde, aus Wismut-Zeit das Munitionshaus, Kompressorenfundamente und Wasserhaus; Bergschmiede, Huthaus und Pulverhäuschen aus dem 18. Jahrhundert, zeittypische Bauten, bergbauhistorisch und ortsgeschichtlich bedeutend                                                                                           | 09229939 |
| Weitere Bilder                          | Frohnauer Hammer | Frohnau (Karte)    | 17. Jahrhundert (Hammerherrenhaus); 17. Jahrhundert (Hammerwerk)                                                                        | Eisenhammer mit Hammerwerkshaus (Nr. 12, mit technischer Ausstattung), Hammergraben und Hammerherrenhaus (Nr. 3); Herrenhaus: stattliches Gebäude mit Fachwerk-Obergeschoss; Hammergebäude Putzbau mit Schindeldach, Beispiel eines typischen Eisenhammers des 17. Jahrhunderts, eines der ältesten technischen Kulturdenkmale in Sachsen, von herausragenden baugeschichtlichem und technikgeschichtlichem Wert | 09229934 |
|                                         | Bärthel-Schmiede (ehem.)                                                                                                   | Frohnau (Karte)    | bezeichnet 1787 (Wohnhaus) | Ehemalige Bergschmiede, zeitweilig auch Gasthaus; baugeschichtlich wertvolles Fachwerkhaus mit geohrtem Segmentbogenportal, zudem bedeutend für Ortsbild (steht im Zusammenhang mit Ensemble des Frohnauer Hammers), für Ortsgeschichte und Bergbaugeschichte relevant | 09229937 |
| Direkt Bild zu diesem Denkmal hochladen | Bierschnabel-Stolln | Frohnau (Karte)    | bezeichnet 1789 (Mundloch) | Mundloch des Bierschnabel-Stolln; Zeugnis des Altbergbaus, von ortsgeschichtlicher Bedeutung | 09227061 |
| Weitere Bilder                          | St.-Anna-Stolln; Markus-Röhling-Stolln                                                                                     | Frohnau (Karte)    | ab 1500 (Stollen); 1831 (Mundloch); nachträgl. bezeichnet 1948 (Mundloch); bezeichnet 1799 (Gedenkstein); bezeichnet 1855 (Gedenkstein) | Stollenanlage, mit den unterirdischen und oberirdischen Teilen (darunter Stollenmundlöcher) weiterhin Inschriftenstein und Scheitelstein auf dem Gelände; zu einem umfangreichen Grubenrevier gehörig, 1994 als Besucherbergwerk eröffnet, Zeugnis aus der Zeit des Silber-, Kobaltund Uranbergbaus, von bergbauhistorischer und ortsgeschichtlicher Bedeutung                                                   | 09229963 |
| Direkt Bild zu diesem Denkmal hochladen | Unterer St. Briccius | Geyersdorf (Karte) | 15. Jahrhundert (Mundloch) | Halde, Mundloch und Wasserrösche des »Unteren St. Briccius«; Sachzeugnisse des Altbergbaues, auch 3. Briccius genannt, von ortsgeschichtlicher und regionalgeschichtlicher Bedeutung | 09227028 |
| Direkt Bild zu diesem Denkmal hochladen | Unterer tiefer Freudenstolln                                                                                               | Geyersdorf (Karte) | 18./19. Jahrhundert, vermutl. älter (Halde)                                                                                             | Halde, Wasserrösche, verbrochener Stollneingang des Unteren tiefen Freudenstollens; Sachzeugnisse des Altbergbaus, von ortsgeschichtlicher und regionalgeschichtlicher Bedeutung | 09226988 |
| Direkt Bild zu diesem Denkmal hochladen | Kunstgrabenreste | Geyersdorf (Karte) | 18./19. Jahrhundert, vermutl. älter (Kunstgraben)                                                                                       | Sachzeugnis des Altbergbaues, von ortsgeschichtlicher und regionalgeschichtlicher Bedeutung | 09227032 |
| Direkt Bild zu diesem Denkmal hochladen | Untere Heilige Dreifaltigkeit                                                                                              | Geyersdorf (Karte) | 18./19. Jahrhundert, vermutl. älter (Halde)                                                                                             | Halde und Mundloch der »Unteren Heiligen Dreifaltigkeit«; Sachzeugnisse des Altbergbaues, des historischen Bergbaugebietes am Osthang des Pöhlberges, von ortsgeschichtlicher und regionalgeschichtlicher Bedeutung | 09227027 |
| Direkt Bild zu diesem Denkmal hochladen | Oberer Freudenstolln | Geyersdorf (Karte) | 18./19. Jahrhundert, vermutl. älter (Halde)                                                                                             | Mundloch, Wasserrösche und Halde des Oberen Freudenstollns; Sachzeugnisse des Altbergbaues, von ortsgeschichtlicher und regionalgeschichtlicher Bedeutung | 09227026 |
| Direkt Bild zu diesem Denkmal hochladen | Obere Heilige Dreifaltigkeit                                                                                               | Geyersdorf (Karte) | um 1468 (Mundloch) | Mundloch und Halde der »Oberen Heiligen Dreifaltigkeit«; seit 1468 Abbau von silberhaltigem Kupfererz, Schwefelkies und Zinkblende, letzter bedeutender Abbau 1580–1590, Sachzeugnisse des Altbergbaus von ortsgeschichtlicher und regionalgeschichtlicher Bedeutung | 09227031 |
| Direkt Bild zu diesem Denkmal hochladen | 2. oder Mittlerer St. Briccius                                                                                             | Geyersdorf (Karte) | um 1400, Fundgrube (Binge); um 1500, mittlerer Stollen (Stollen)                                                                        | Mundloch, Stollen und Halde des »2. oder Mittleren St. Briccius«; Sachzeugnisse des Altbergbaues, älteste Grube im Annaberger Revier, 1442–1892 Abbau von silberhaltigem Kupfererz, von ortsgeschichtlicher und regionalgeschichtlicher Bedeutung | 09227029 |
| Direkt Bild zu diesem Denkmal hochladen | 1. oder Oberer St. Briccius                                                                                                | Geyersdorf (Karte) | 18./19. Jahrhundert, vermutl. älter (Halde)                                                                                             | Mundloch, Halde, kleine und größere Binge des »1. oder Oberen St. Briccius«; Sachzeugnisse des Altbergbaues, von ortsgeschichtlicher und regionalgeschichtlicher Bedeutung | 09227030 |
| Direkt Bild zu diesem Denkmal hochladen | Pappenfabrik F. G. Fischer (ehem.)                                                                                         | Geyersdorf (Karte) | 1898 (Fabrikgebäude) | Fabrikgebäude; weitgehend original erhaltene Pappenfabrik mit Wohnbereich, von ortshistorischer Bedeutung | 09226963 |
| Direkt Bild zu diesem Denkmal hochladen | Huthaus St. Briccius | Geyersdorf (Karte) | 1796 (Huthaus); bezeichnet 1800 (Stolln)                                                                                                | Ehemaliges Huthaus, heute Wohnhaus, und Stollenschlussstein auf dem Gelände; Huthaus bis 1815 für den Bergbau genutzt, wichtiges Objekt der regionalen Bergbaugeschichte, in seinen ursprünglichen Formen weitgehend erhalten, von bergbaugeschichtlicher und ortshistorischer Bedeutung | 09226964 |
| Direkt Bild zu diesem Denkmal hochladen | Posamentenfabrik Woldemar Wimmer (ehem.)                                                                                   | Geyersdorf (Karte) | 1906 (1. Fabrikgebäude); 1924 (2. Fabrikgebäude); 19. Jahrhundert (Mühle)                                                               | Zwei Fabrikgebäude (Nr. 109) in Winkelstellung (untereinander verbunden), Gartenpavillon, Wehr und Wehrhäuschen sowie Mühlengebäude (Nr. 111, Scheune und Pferdestall) einer ehemaligen Textilfabrik; stattliches Fabrikgebäude zur Posamentenherstellung, Zeugnis für Industriearchitektur, von ortshistorischer und technikgeschichtlicher Bedeutung                                                           | 09226974 |

## Aue, Stadt
| Bild                                    | Bezeichnung | Lage                                                   | Datierung | Beschreibung | ID       |
| --------------------------------------- | --- | ------------------------------------------------------ | --- | --- | -------- |
| Direkt Bild zu diesem Denkmal hochladen | Altbergbau im Gößnitzgrund; St. Anna am Freudenstein nebst Troster Stolln (Besucherbergwerk); Schneeberger Revier           | (Karte)                                                | ab 15. Jahrhundert (Bergbauanlagenteil) | Grubengebäude des Altbergbaugebiets im Gößnitzgrund; überwiegend authentisch erhaltene und ab den 1990er-Jahren aufgewältigte Untertageanlagen mehrerer Gruben, darunter die bedeutendste Silbergrube St. Anna am Freudenstein, Mundloch des St.-Anna-Stollns einziges überwiegend unverfälscht überliefertes Stollnmundloch, zusammen mit den erhaltenen und zugänglichen Stolln, Schächten, Erzabbauen und einer Radstube von bergbaugeschichtlicher und technikgeschichtlicher Bedeutung | 09306184 |
| Direkt Bild zu diesem Denkmal hochladen | Brücke Schwarzwasser; Eisenbahnstrecke Schwarzenberg – Zwickau                                                              | (Karte)                                                | 1884 (Eisenbahnbrücke) | Zwei Eisenbahnbrücken über das Schwarzwasser mitsamt Widerlagern und angrenzenden Befestigungs- bzw. Uferstützmauern; auf gekrümmtem Grundriss, von eisenbahngeschichtlicher und baugeschichtlicher Bedeutung | 08957256 |
| Direkt Bild zu diesem Denkmal hochladen | Brücke Lößnitzbach; Eisenbahnstrecke Chemnitz – Adorf                                                                       | (Karte)                                                | 1926 (Eisenbahnbrücke) | Eisenbahnbrücke über den Lößnitzbach mitsamt Widerlagern und befestigten Dammflanken; zeittypisches Ingenieurbauwerk, von eisenbahngeschichtlicher und technikgeschichtlicher Bedeutung | 08957486 |
| Direkt Bild zu diesem Denkmal hochladen | Eisenbahnstrecke Chemnitz – Adorf; Eisenbahnstrecke Schwarzenberg – Zwickau                                                 | (Karte)                                                | vmtl. zw. 1855 und 1858, Bau der Obererzgebirgisch (Stützmauer) | Stützmauer beim Bahnübergang Clara-Zetkin-Straße; mächtige Hangbefestigung mit ortsbildprägendem und verkehrsgeschichtlichem Wert | 08957661 |
| Direkt Bild zu diesem Denkmal hochladen | Schneeberger Floßgraben (Sachgesamtheit)                                                                                    | (Karte)                                                | 1556–1559 (Floßgraben); 1991, Neubau d. Teilstücks im Schlemaer Kurpark (Floßgraben)                                                                                      | Sachgesamtheitsbestandteil der Sachgesamtheit Schneeberger Floßgraben, mit Rechenhaus, Floßgraben und Floßgrabensteig in den Gemeinden Zschorlau (OT Zschorlau, OT Albernau), Aue (Gemarkungen Aue und Auerhammer) und Bad Schlema (OT Bad Schlema), davon gehören zum Teilabschnitt Aue, Gemarkungen Aue und Auerhammer: der Sachgesamtheitsteil Floßgraben mit Floßgrabensteig (siehe auch Sachgesamtheitsliste Gemeinde Zschorlau, OT Albernau – Obj. 09301527); bedeutendes Zeugnis der Markscheidekunst sowie der Brenn- und Bauholzflößerei zur Versorgung der Schneeberger Hütten- und Bergwerke, von bergbaugeschichtlichem, technikgeschichtlichem und regionalgeschichtlichem Wert | 08957509 |
| Direkt Bild zu diesem Denkmal hochladen | Brücke Zwickauer Mulde; Eisenbahnstrecke Schwarzenberg – Zwickau                                                            | (Karte)                                                | 1858 (Eisenbahnbrücke) | Eisenbahnbrücke über die Zwickauer Mulde; Steinbogenbrücke mit drei Öffnungen, frühes und weitgehend unverändertes Zeugnis des Eisenbahnbrückenbaus, von baugeschichtlicher und eisenbahngeschichtlicher Bedeutung, mit Seltenheitswert | 09305318 |
| Direkt Bild zu diesem Denkmal hochladen | Eisenbrücke | (Karte)                                                | zw. 1876 und 1886 (Fußgängerbrücke) | Fußgängerbrücke über die Zwickauer Mulde; filigran wirkende Stahlfachwerkbrücke, von technikgeschichtlicher Bedeutung, landschaftsbildprägend | 09305388 |
| Direkt Bild zu diesem Denkmal hochladen | Brücke Zwickauer Mulde; Eisenbahnstrecke Schwarzenberg – Zwickau                                                            | (Karte)                                                | 1899 (Eisenbahnbrücke) | Eisenbahnbrücke über die Zwickauer Mulde; mächtige Stahlfachwerkbrücke, von eisenbahngeschichtlicher und technikgeschichtlicher Bedeutung, zudem landschaftsbildprägend | 09305390 |
| Direkt Bild zu diesem Denkmal hochladen | Kaufmannshöhle; Bergbaumonumente Aue                                                                                        | (Karte)                                                | vmtl. zw. 1556 und 1559 (Stollen) | Suchstolln; bedeutendes Zeugnis des Altbergbaus, von bergbaugeschichtlicher und technikgeschichtlicher Bedeutung | 08957534 |
| Direkt Bild zu diesem Denkmal hochladen | König-Albert-Brücke (ehem.)                                                                                                 | (Karte)                                                | 1900 (Straßenbrücke) | Steinbogenbrücke über die Mündung des Schwarzwassers; Zeugnis von verkehrsgeschichtlicher und ortsbildprägender Bedeutung | 08957315 |
| Weitere Bilder                          | Bahnhofsbrücke | (Karte)                                                | 1935–1937, Ursprungsbauwerk (Straßenbrücke); 1993–1995, Rekonstruktion (Straßenbrücke)                                                                                    | Spannbetonbrücke über die Bahn und die Zwickauer Mulde; als originalgetreue Rekonstruktion der ersten vorgespannten Balkenbrücke Europas von bauhistorischem und ortsbildprägendem Wert | 08957481 |
| Direkt Bild zu diesem Denkmal hochladen | Bahnhof Aue; Eisenbahnstrecke Chemnitz – Adorf; Eisenbahnstrecke Schwarzenberg – Zwickau                                    | (Karte)                                                | 19. Jahrhundert (Wasserkran) | Wasserkran in der Bahnhofseinfahrt; als Relikt des Dampfeisenbahnbetriebes in Aue von eisenbahngeschichtlicher sowie technikgeschichtlicher Bedeutung | 09304943 |
| Direkt Bild zu diesem Denkmal hochladen | Wasserkraftwerk Hakenkrümme                                                                                                 | (Karte)                                                | 1924–1925 (Wasserkraftwerk) | Turbinenhalle mit technischer Ausstattung, darunter zwei Turbinensätze mit Generatoren sowie Schaltwarte, weiterhin verrohrte Wasserzuleitung, Wasserschloss mit Überlauf, Wasserstollen und Düker; zugehöriges Wehr mit Einlaufbauwerk und anschließendem Wasserstollen mit Wasserschloss in der Gemeinde Lauter-Bernsbach, bedeutendes Zeugnis für die Elektrizitätsversorgung Aues, Ensemble in gutem Originalzustand, als erster staatlicher Wasserkraftwerksbau von großer industriegeschichtlicher, technikgeschichtlicher und baugeschichtlicher Bedeutung, zudem landschaftsprägend                                                                                                  | 08957257 |
| Direkt Bild zu diesem Denkmal hochladen | Huthaus der Auer Schmelzhütte; Bergbaumonumente Aue                                                                         | (Karte)                                                | 1663/1664 (Huthaus) | Huthaus (ohne hinteren Anbau) sowie Einfriedungsmauer; als eines der ältesten Gebäude Aues sowie als letztes Zeugnis der Auer Zinnschmelzhütte von großer ortsgeschichtlicher, baugeschichtlicher und bergbaugeschichtlicher Bedeutung, zudem stadtbildprägend | 08957383 |
|                                         | Weberei Samuel Wolle (ehem.)                                                                                                | (Karte)                                                | 1900 (Fabrikgebäude) | Wohn- und Geschäftshaus mit seitlich überbauter Tordurchfahrt und zwei Fabrikgebäude (ohne turmartigen Anbau); Wohn- und Geschäftshaus großbürgerliches Bauwerk von repräsentativer Gestaltung mit lokalhistorischer, ortsbildprägender und baukünstlerischer Bedeutung, Fabrikgebäude von technikgeschichtlicher, ortsgeschichtlicher und baugeschichtlicher Bedeutung | 08957322 |
|                                         | Rachals’scher Bergkeller; Fundgrube Jäger; Bergbaumonumente Aue                                                             | Bergfreiheit 1, 08280 Aue-Bad Schlema (Karte)          | ab 1661 (Stollen); 1817 (Schlussstein) | Stolln und Bergkeller eines ehemaligen Huthauses der Grube Himmelfahrt (heute Stadtmuseum Aue) sowie Schlussstein der Weiße Erden Zeche St. Andreas und Maßenstein der Gottes Segen gevierte Fundgrube (beide im Bestand des Museums); von bergbauhistorischer und ortsgeschichtlicher Bedeutung | 08957464 |
| Direkt Bild zu diesem Denkmal hochladen | Hegert'sches Huthaus; Bergbaumonumente Aue                                                                                  | (Karte)                                                | 1663 (Huthaus); um 1700 (Huthaus) | Ehem. Huthaus; von ortsgeschichtlicher, bergbaugeschichtlicher und baugeschichtlicher Bedeutung | 08957466 |
| Direkt Bild zu diesem Denkmal hochladen | Brünnel an der Bergfreiheit; Tiefer Vestenburger Stolln; Segen-Gottes-Fundgrube; Bergbaumonumente Aue                       | (Karte)                                                | 1706 (Brunnenhaus); 1663–1668 (Stollen) | Brunnenhäuschen auf dem Tiefen Vestenburger Stolln; von ortsgeschichtlicher und bergbaugeschichtlicher Bedeutung Schon 1669 wurde der Brunnen mit einem ersten Brunnenhaus errichtet. Das Wasser war sehr klar und wurde über 300 Jahre von den Anwohnern genutzt. | 08957467 |
| Direkt Bild zu diesem Denkmal hochladen | AG Sächsische Werke; Holzschleiferei Auerhammer (ehem.)                                                                     | (Karte)                                                | 1890–1892 (Fabrikgebäude); 1880 (Kontorhaus); um 1920, mit Rechenhaus, Überfall und Rohrleitung (Kanal)                                                                   | Produktionsgebäude, Kontorgebäude, Nebengebäude, Rohrleitung, Fußgänger- und Rohrleitungsbrücke über die Zwickauer Mulde, Rechenhaus mit Überfall sowie zuleitender Betriebsgraben einer ehemaligen Holzschleiferei; umfangreich erhaltenes Ensemble eines ehemaligen Produktionsstandorts mit komplexer Wasserkraftanlage, als Zeugnisse der Auer Industriegeschichte von industriegeschichtlicher, technikgeschichtlicher und baugeschichtlicher Bedeutung | 08957512 |
| Direkt Bild zu diesem Denkmal hochladen | Irrgänger-Stolln; Irrgänger-Fundgrube; Bergbaumonumente Aue                                                                 | (Karte)                                                | ab 1664 (Stollen) | Stolln der Irrgänger-Fundgrube; ehemals reichste Auer Zinngrube, von bergbaugeschichtlicher und ortshistorischer Bedeutung | 08957471 |
| Direkt Bild zu diesem Denkmal hochladen | Schacht 366; SDAG Wismut (ehem.); Bergbaumonumente Aue                                                                      | (Karte)                                                | 1949–1986 (Halde) | Große Bergehalde des Wismut-Hauptschachts 366; trotz der im Zuge der Sanierung erfolgten Veränderungen des Haldenkörpers weiterhin eines der letzten Zeugnisse des Uranerzbergbaus in und um Aue durch die SDAG Wismut, technisches Denkmal von großer bergbaugeschichtlicher und regionalgeschichtlicher Bedeutung, zudem landschaftsbildprägend | 09305354 |
| Direkt Bild zu diesem Denkmal hochladen | Glück-Auf-Schranke; Po 10 (Schrankenposten 10); Eisenbahnstrecke Chemnitz – Adorf; Eisenbahnstrecke Schwarzenberg – Zwickau | (Karte)                                                | um 1925 (Bahnwärterhaus) | Schrankenpostengebäude (inklusive technischer Ausstattung) sowie mechanische Schrankenanlage des Bahnübergangs Clara-Zetkin-Straße; als einer der letzten wärterbedienten Schrankenposten Sachsens von Seltenheitswert, ortsgeschichtlich, eisenbahngeschichtlich und angesichts der funktionstüchtig erhaltenen mechanischen Bedien- und Sicherungsanlage auch technikgeschichtlich von großer Bedeutung | 09305351 |
| Direkt Bild zu diesem Denkmal hochladen | Kircheiswerk; Blechbearbeitungsmaschinenfabrik Erdmann Kircheis (ehem.)                                                     | (Karte)                                                | 1880, Modelllagergebäude (Fabrikgebäude); bezeichnet 1893, Produktionsgebäude (Fabrikgebäude); 1910, Montagehalle (Fabrikhalle)                                           | Produktionsgebäude, Werkhalle sowie zugehörige, jenseits der Zwickauer Mulde gelegene Halle zur Lagerung von Maschinenmodellen; wesentliche Zeugnisse der Auer Industrieentwicklung von stadtgeschichtlicher, industriegeschichtlicher und baugeschichtlicher Qualität | 08957480 |
|                                         | Besteck- und Silberwarenfabrik August Wellner Söhne (ehem.)                                                                 | (Karte)                                                | Ende 19. Jahrhundert (Fabrikgebäude) | Produktionsgebäude; repräsentatives und stadtbildprägendes Gebäude als maßgebliches Zeugnis der Auer Industrieentwicklung, von baukünstlerischer Qualität und hohem stadtgeschichtlichem und industriegeschichtlichem Wert (siehe auch Verwaltungsgebäude in der Wettinerstr. 64, Obj. 08957529) | 08957384 |
|                                         | Stuhlfabrik Christian Becher (ehem.)                                                                                        | Mittelstraße 11 (Karte)                                | 1905–1910 (Fabrikhalle) | Fabrikhalle (ohne spätere Anbauten); mächtiges Zeugnis der Auer Industrieentwicklung von industriegeschichtlicher und stadtentwicklungsgeschichtlicher Qualität | 08957435 |
|                                         | Maschinenfabrik Schorler & Steubler (ehem.)                                                                                 | (Karte)                                                | um 1900 (Fabrikgebäude) | Fabrikgebäude (ohne Anbauten); Klinkerbau von ortsgeschichtlicher und industriegeschichtlicher Bedeutung | 08957379 |
| Direkt Bild zu diesem Denkmal hochladen | Umspannwerk mit Transformatorenstation                                                                                      | (Karte)                                                | 1922 (Umspannwerk) | Zeugnis der historischen Infrastruktur unter Einflüssen von Art déco und Moderne, von baugeschichtlicher, technikgeschichtlicher und ortsgeschichtlicher Bedeutung | 08957381 |
|                                         | Blaufarbenwerk Niederpfannenstiel (ehem.); Nickelhütte Aue                                                                  | (Karte)                                                | gegründet 1635 (Farbenfabrik); um 1830 (Hauptgebäude); um 1830 (Saalbau); 1823 (Kantinengebäude); 3. Drittel 19. Jahrhundert (Produktionsgebäude)                         | Hauptgebäude (ehemals Laborgebäude mit Direktorenwohnung) mit anschließendem Produktionsgebäude, Saalbau (ehemalige Schmelzerei), ehemaliges Pförtnerhaus und Gartenpavillon, Kantinengebäude (ehemals Hüttenschänke, davor Smaltemagazin), Laborgebäude, Handwerkergebäude und Maschinenhaus mit Turbine, Wehr und Werksgraben mit Schützanlagen, kleines und großes Verwaltungsgebäude sowie neuer Verwaltungsbau; von großer industriegeschichtlicher und ortsgeschichtlicher sowie baugeschichtlicher Bedeutung, zudem ortsbildprägend | 08957252 |
| Direkt Bild zu diesem Denkmal hochladen | Oberer Vestenburger Stolln; Segen-Gottes-Fundgrube; Bergbaumonumente Aue                                                    | (Karte)                                                | ab 1680 (Stollen) | Stollen (ohne rekonstruiertes Mundloch und neu errichteter Kaue); von bergbaugeschichtlicher und ortshistorischer Bedeutung | 08957469 |
| Weitere Bilder                          | Maschinenfabrik Hiltmann & Lorenz (ehem.)                                                                                   | (Karte)                                                | um 1885 (Fabrikgebäude) | Produktionsgebäude (ohne moderne Rückanbauten); letzter Bestandteil der ehemaligen Maschinenfabrik Hiltmann & Lorenz, wesentliches Dokument der Auer Industrieentwicklung mit ortsgeschichtlicher, baugeschichtlicher und industriegeschichtlicher Bedeutsamkeit | 08957434 |
|                                         | Brücke Schwarzwasser; Eisenbahnstrecke Chemnitz – Adorf; Eisenbahnstrecke Schwarzenberg – Zwickau                           | (Karte)                                                | 1901, Brücke der CA-Strecke (Eisenbahnbrücke); 1910, Brücke der SZ-Strecke (Eisenbahnbrücke)                                                                              | Zwei Eisenbahnbrücken voneinander abzweigender Eisenbahnstrecken über das Schwarzwasser; konstruktiv vielseitige Sachzeugnisse aus der Entwicklung des Eisenbrückenbaus, von eisenbahngeschichtlicher und großer technikgeschichtlicher Bedeutung | 09305371 |
|                                         | Weiße Erden Zeche St. Andreas; Bergbaumonumente Aue                                                                         | Schwarzenberger Str. 96, 08280 Aue-Bad-Schlema (Karte) | 1828, im Kern älter (Huthaus); 1932 (Brunnen) | Huthaus der Kaolinzeche mit Anbau und Brunnen; die Zeche war Exklusivlieferant für den Grundstoff Kaolin der Porzellanmanufaktur Meißen , bergbaugeschichtlich bedeutendes Zeugnis von landesgeschichtlicher und ortsgeschichtlicher Relevanz | 08957258 |
| Direkt Bild zu diesem Denkmal hochladen | Bergsegen III; Bergbaumonumente Aue                                                                                         | (Karte)                                                | 1937–1939, Hauptstollnvortrieb Bergsegen III (Bergbauanlagenteil); zw. 1939 und 1941, Bau der Förderung und Aufbereitung (Bergbauanlagenteil); bezeichnet 1938 (Mundloch) | Mundloch der Wolframitgrube Bergsegen III; letzter Überrest der Hauptschachtanlage, bedeutsames Zeugnis für den im Zuge der Autarkiebestrebungen NS-Deutschlands forcierten Zschorlauer Wolframitbergbau, von hoher bergbaugeschichtlicher und ortsgeschichtlicher Relevanz | 08957508 |
|                                         | Fabrikgebäude und Schornstein                                                                                               | Wasserstraße 18, 08280 Aue-Bad-schleam (Karte)         | um 1905 (Fabrikanlagenteil) | Zeugnis der industriellen Entwicklung der Stadt Aue, mit ortsentwicklungsgeschichtlicher und bauhistorischer Relevanz | 08957437 |
|                                         | Transformatorenstation | Mühlstraße 4, 08280 Aue-Bad-Schlema (Karte)            | 1932 (Transformatorenstation) | aufwändiges und anspruchsvolles Zeugnis der Entwicklung städtischer Infrastruktur mit ortsgeschichtlicher und technikgeschichtlicher sowie bauhistorischer Qualität, singulär im Kreisgebiet | 08957475 |
|                                         | Ernst Gessner Textilmaschinenfabrik; Holbergsche Bleicherei und Appreturanstalt (ehem.)                                     | Wettinerstraße 4, 08280 Aue-Bad Schlema (Karte)        | vor 1900 (Fabrikhalle); 1. Hälfte 19. Jahrhundert (Pferdestall) | Fabrikhalle mit Treppen-/Wasserturm sowie älteres Nebengebäude (mit einstigem Pferdestall) einer ehemaligen Bleicherei bzw. Maschinenfabrik; baugeschichtliche und ortsgeschichtliche Bedeutung Nach Sanierung der Gebäudehüllen Nutzung als Einkaufszentrum | 08957376 |
|                                         | Hutschenreuter & Co. (ehem.)                                                                                                | Wettinerstraße 61, 08280 Aue-Bad-Schlema (Karte)       | 1912 (Fabrik) | Fabrikanlage, bestehend aus drei Fabrikteilen, und Verwaltungsgebäude; von industriegeschichtlicher und wirtschaftsgeschichtlicher Bedeutung | 08957419 |
|                                         | Hammerwerk Auerhammer | (Karte)                                                | 1646 Dendro (Hammerherrenhaus) | Ehemaliges Hammerherrenhaus des Eisenhammerwerks Auerhammer; Fachwerk-Obergeschoss in reicher Gestaltung, als letztes Zeugnis des ursprünglichen Hammerwerks und als Keimzelle der für die Auer Industrieentwicklung wichtigen Argentanfabrik Ernst August Geitners von hoher technikgeschichtlicher, ortsgeschichtlicher und baugeschichtlicher Bedeutung | 08957423 |
|                                         | Tauschermühle | (Karte)                                                | 1820 (Mühle); 1820 (Müllerwohnhaus); 1820 (Scheune) | Wohn- und Mühlengebäude, Scheune und Hofbaum eines Mühlen-Dreiseithofes; in Aue relativ seltenes, mit vielen originalen Details erhaltenes, vorindustrielles Ensemble von baugeschichtlicher und ortsgeschichtlicher Bedeutung Trotz Denkmalschutz wurden Ende der 2010er Jahre alle baulichen Reste abgetragen. | 08957506 |

## Auerbach
| Bild                                    | Bezeichnung                                                | Lage    | Datierung                                                                                   | Beschreibung | ID       |
| --------------------------------------- | ---------------------------------------------------------- | ------- | ------------------------------------------------------------------------------------------- | --- | -------- |
| Direkt Bild zu diesem Denkmal hochladen | Strumpffabrik A. Robert Wieland AR-WA (ehem.); später Esda | (Karte) | 1902 (sog. Altbau); 1913 (sog. Dreizehnerbau); 1934 (sog. Mittelbau); 1922 (Verwaltungsbau) | Fabrikanlage mit sog. Altbau, Mittelbau und Dreizehnerbau sowie mit straßenseitigem Verwaltungsbau; ehemalige Strumpffabrik ARWA (Abkürzung aus dem Namen des Firmengründers und -ortes August Robert Wieland in Auerbach/Erzgeb.), ortsbilddominierende Anlage von überregionaler Bedeutung, größter Fabrikkomplex im Ort, Zeugnis der Entwicklung Auerbachs zum Industriedorf mit weitreichenden baulichen und sozialstrukturellen Konsequenzen, baugeschichtlich, industriegeschichtlich und ortsgeschichtlich von Bedeutung | 09238177 |
| Direkt Bild zu diesem Denkmal hochladen | Strumpffabrik Kurth (ehem.); heute Grundschule Auerbach    | (Karte) | 1910–1915 (Fabrikgebäude)                                                                   | Ehemaliges Fabrikgebäude einer ehemaligen Strumpffabrik, heute Schule; das Ortsbild dominierender Bau mit markanter architektonischer Fassade, als Zeugnis der Industrialisierung des Ortes von baugeschichtlicher, industriegeschichtlicher und ortsbildprägender Bedeutung | 09238144 |
| Direkt Bild zu diesem Denkmal hochladen | Kilometerstein                                             | (Karte) | nach 1858 (Kilometerstein)                                                                  | hoher Stein, mit Beschriftung, verkehrshistorische Bedeutung | 09238184 |

## Bad Schlema
| Bild                                    | Bezeichnung                                                      | Lage                | Datierung                                                                            | Beschreibung | ID       |
| --------------------------------------- | ---------------------------------------------------------------- | ------------------- | ------------------------------------------------------------------------------------ | --- | -------- |
| Weitere Bilder                          | Schneeberger Floßgraben (Sachgesamtheit)                         | Bad Schlema (Karte) | 1556–1559 (Floßgraben); 1991, Neubau d. Teilstücks im Schlemaer Kurpark (Floßgraben) | Sachgesamtheitsbestandteil der Sachgesamtheit Schneeberger Floßgraben, mit Rechenhaus, Floßgraben und Floßgrabensteig in den Gemeinden Zschorlau (OT Zschorlau, OT Albernau), Aue (Gemarkungen Aue und Auerhammer) und Bad Schlema (OT Bad Schlema), davon gehören zum Teilabschnitt Bad Schlema, OT Niederschlema: der Sachgesamtheitsteil Floßgraben mit Floßgrabensteig (siehe auch Sachgesamtheitsliste Gemeinde Zschorlau, OT Albernau – Obj. 09301527); bedeutendes Zeugnis der Markscheidekunst sowie der Brenn- und Bauholzflößerei zur Versorgung der Schneeberger Hütten- und Bergwerke, von bergbaugeschichtlichem, technikgeschichtlichem und regionalgeschichtlichem Wert | 09301528 |
| Weitere Bilder                          | Markus-Semmler-Stolln                                            | Bad Schlema (Karte) | ab 1503, Stollenvortrieb (Bergbauanlagenteil); bezeichnet 1841 (Mundloch)            | Mundloch des Markus-Semmler-Stollns; auch Marx-Semmler-Stolln, benannt nach dem Leipziger Kaufmann Marcus Semler, Hauptstolln des Schneeberger Reviers, mit einer Gesamtlänge von über 220 km größtes Stollnsystem Deutschlands und einer der bedeutendsten Wasserlösestollen des Erzgebirges, bergbaugeschichtlich von außerordentlicher Bedeutung | 09304152 |
| Direkt Bild zu diesem Denkmal hochladen | Steinerne Eisenbahnbrücke über die Mulde                         | Bad Schlema (Karte) | 1856 (Eisenbahnbrücke)                                                               | frühes Zeugnis der Eisenbahngeschichte, weitgehend unverändert, Seltenheitswert, siehe auch Aue, Stadt Obj. 09305318 | 09300823 |
| Weitere Bilder                          | Bahnhof Bad Schlema                                              | Bad Schlema (Karte) | Ende 19. Jahrhundert (Personenbahnhof); 1900 (Empfangsgebäude)                       | Empfangsgebäude des Unteren Bahnhofs Schlema sowie überdachter Inselbahnsteig mit Treppeneinhausung; authentisch erhaltener zeittypischer öffentlicher Bau von eisenbahngeschichtlicherortsgeschichtlicher und baugeschichtlicher Bedeutung | 09238633 |
| Direkt Bild zu diesem Denkmal hochladen | Brücke Zwickauer Mulde; Eisenbahnstrecke Schwarzenberg – Zwickau | Bad Schlema (Karte) | 1899 (Eisenbahnbrücke)                                                               | Eisenbahnbrücke über die Zwickauer Mulde; mächtige Stahlfachwerkbrücke, von eisenbahngeschichtlicher und technikgeschichtlicher Bedeutung, zudem landschaftsbildprägend | 09305391 |
| Weitere Bilder                          | Eisenbrücke                                                      | Bad Schlema (Karte) | zw. 1876 und 1886 (Fußgängerbrücke)                                                  | Fußgängerbrücke über die Zwickauer Mulde; filigran wirkende Stahlfachwerkbrücke, von technikgeschichtlicher Bedeutung, landschaftsbildprägend | 09305389 |
| Direkt Bild zu diesem Denkmal hochladen | Königlich-Sächsische Meilensteine (Sachgesamtheit)               | Bad Schlema (Karte) | 19. Jahrhundert (Meilenstein)                                                        | Meilenstein; verkehrsgeschichtliche und ortsgeschichtliche Bedeutung | 09238673 |
| Direkt Bild zu diesem Denkmal hochladen | Unterer Roter Felsenstolln                                       | Bad Schlema (Karte) | bezeichnet 1451 (neuer Schlussstein)                                                 | Mundloch des ehemaligen Unteren Roten Felsenstollns; bergbaugeschichtliche Bedeutung als eins der ältesten bergbaulichen Relikte Schlemas und der Region | 09238645 |
|                                         | Markus-Semmler-Stolln Unteres Revier                             | Bad Schlema (Karte) | 18. Jahrhundert oder älter (Huthaus)                                                 | Ehem. Huthaus des Hauptstolln des Schneeberger Reviers; markanter Fachwerkbau von großer bergbaugeschichtlicher und ortsgeschichtlicher Bedeutung | 09299672 |

## Bärenstein
| Bild                                    | Bezeichnung | Lage               | Datierung                             | Beschreibung | ID       |
| --------------------------------------- | --- | ------------------ | ------------------------------------- | --- | -------- |
| Direkt Bild zu diesem Denkmal hochladen | Eisenbahntunnel | (Karte)            | 1872 (Eisenbahntunnel)                | verkehrsgeschichtlich und technikgeschichtlich von Bedeutung | 08992101 |
| Direkt Bild zu diesem Denkmal hochladen | Floßgraben | (Karte)            | ab 16. Jahrhundert (Floßgraben)       | technikgeschichtliches Denkmal | 08992100 |
| Direkt Bild zu diesem Denkmal hochladen | Eisenbahnbrücke | Bärenstein (Karte) | um 1876 (Eisenbahnbrücke)             | verkehrsgeschichtlich und technikgeschichtlich von Bedeutung | 08992102 |
| Weitere Bilder                          | Königlich-Sächsische Meilensteine (Sachgesamtheit)                                                                           | (Karte)            | 19. Jahrhundert (Meilenstein)         | Meilenstein; verkehrsgeschichtlich von Bedeutung | 08992094 |
| Weitere Bilder                          | Bahnhof Bärenstein (bei Annaberg)                                                                                            | Bärenstein (Karte) | 1915 (Empfangsgebäude)                | Empfangsgebäude (Nr. 24) und Güterschuppen (Nr. 22) eines Bahnhofs; kleiner markanter Putzbau, Reformstil-Architektur, verkehrsgeschichtlich und technikgeschichtlich von Bedeutung | 08992103 |
|                                         | Sachgesamtheit Königlich-Sächsische Triangulierung (»Europäische Gradmessung im Königreich Sachsen«); Station 131 Bärenstein | (Karte)            | bezeichnet 1864 (Triangulationsstein) | Triangulationssäule; Station 2. Ordnung, bedeutendes Zeugnis der Geodäsie des 19. Jahrhunderts, vermessungsgeschichtlich von Bedeutung                                              | 08992114 |
| Direkt Bild zu diesem Denkmal hochladen | Transformatorenhaus | Kühberg (Karte)    | um 1920 (Transformatorenstation)      | alte Ortslage Kühberg, historisches Relikt der Elektrifizierung, technikgeschichtlich von Bedeutung                                                                                 | 08992098 |

## Bockau
| Bild                                    | Bezeichnung                                                               | Lage    | Datierung                                                        | Beschreibung | ID       |
| --------------------------------------- | ------------------------------------------------------------------------- | ------- | ---------------------------------------------------------------- | --- | -------- |
| Direkt Bild zu diesem Denkmal hochladen | Tiefer-Bär-Stolln                                                         | (Karte) | 1. Hälfte 19. Jahrhundert (Halde)                                | Halde des Stollns Tiefer Bär; Zeugnis des Altbergbaus mit technikgeschichtlicher und ortsgeschichtlicher Bedeutung | 08958621 |
| Direkt Bild zu diesem Denkmal hochladen | Adolph-Beyer-Stolln                                                       | (Karte) | 1895 und älter (Mundloch)                                        | Mundloch des Adolph-Beyer-Stollns; Teil der Trinkwassergewinnungsanlage Aue, ehemaliger Bergwerksstollen, als Zeugnis des Altbergbaus von wasserbautechnischer und lokalhistorischer Bedeutung                                                             | 08958620 |
| Direkt Bild zu diesem Denkmal hochladen | St. Margaretha und St. Georg-Grubenfeld                                   | (Karte) | 17. Jahrhundert (Bergbauanlage)                                  | Bergbauliche Anlage mit allen erhaltenen Teilen wie Hauptschacht, Schürfgräben, Trichter, Halden und Maßensteinen; Zeugnis des historischen Erzbergbaus der Region, Hauptfeld auf der Gemarkung Lauter (Obj. 09238617), bergbaugeschichtlich von Bedeutung | 09306260 |
| Direkt Bild zu diesem Denkmal hochladen | Stinkebach-Seifen                                                         | (Karte) | 17./18. Jahrhundert (Halde)                                      | Halden- und Bingengebiet eines Bergbau-Seifengebiets (Zinnerzbergbau); großflächiges Zeugnis des Altbergbaus, singulär im Gemeindegebiet, mit ortsgeschichtlicher und technikgeschichtlicher Relevanz                                                      | 08958626 |
| Direkt Bild zu diesem Denkmal hochladen | Weißer-Schwan-Fundgrube (Käse-Barbara)                                    | (Karte) | vor 1734 (Binge)                                                 | Binge und Halde einer ehemaligen Kaolin-Fundgrube sowie Rainstein; Zeugnisse des lokalen Altbergbaus, mit ortshistorischer und technikgeschichtlicher Bedeutung                                                                                            | 08958625 |
| Direkt Bild zu diesem Denkmal hochladen | Wegestein                                                                 |         | 19. Jahrhundert (Wegestein)                                      | schlichtes Zeugnis mit verkehrshistorischem Wert | 08958619 |
| Direkt Bild zu diesem Denkmal hochladen | Oberer-Bär-Stolln                                                         | (Karte) | 19. Jahrhundert (Halde)                                          | Halde des Stollns Oberer Bär; Zeugnis des Altbergbaus mit technikhistorischer und ortsgeschichtlicher Relevanz | 08958622 |
| Direkt Bild zu diesem Denkmal hochladen | Versorgungsteich                                                          | (Karte) | 19. Jahrhundert oder älter (Teich)                               | von geschichtlicher und landschaftsprägender Bedeutung | 08959314 |
| Direkt Bild zu diesem Denkmal hochladen | Tagesschacht Dorothea                                                     | (Karte) | 18. Jahrhundert (Schacht)                                        | Haldenkranz und ehemaliger Schacht des Tagesschachts Dorothea; Zeugnisse des Altbergbaus mit ortsgeschichtlicher Bedeutung | 08958624 |
| Direkt Bild zu diesem Denkmal hochladen | Friede-Gottes-Stolln                                                      | (Karte) | ab 1787 (Stollen)                                                | Rösche, Halde und Mundloch des Friede-Gottes-Stollns; als ehemalige Zwitter-Bleiglanz- und Arsenkiesgrube Zeugnis des Altbergbaus mit technikgeschichtlicher und ortsgeschichtlicher Relevanz                                                              | 08958623 |
| Weitere Bilder                          | Haltepunkt Bockau (Erzgeb.)                                               | (Karte) | Ende 19. Jahrhundert (Empfangsgebäude)                           | Empfangsgebäude, Güterschuppen und Nebengebäude eines ehemaligen Bahnhofs; Zeugnisse mit verkehrsgeschichtlicher Bedeutung | 08958613 |
| Direkt Bild zu diesem Denkmal hochladen | Vitriolölhütte                                                            |         | 1. Hälfte 19. Jahrhundert oder älter (Nebengebäude)              | Nebengebäude (zu Nr. 13) und Scheune (zu Nr. 2) einer ehemaligen Vitriolölhütte (Wohnhaus der Hütte 2003 abgebrochen); im Kreisgebiet singulärer Gebäudekomplex einer Vitriolölbrennerei, mit hoher technikhistorischer und ortsgeschichtlicher Qualität   | 08958596 |
| Direkt Bild zu diesem Denkmal hochladen | Straßenbrücke über die Zwickauer Mulde, den Floßgraben und eine Bahnlinie | (Karte) | 2. Hälfte 19. Jahrhundert (Straßenbrücke)                        | Steinbogenbrücke in mächtiger Konstruktion, technisches Denkmal mit verkehrsgeschichtlicher und ortsbildprägender Relevanz, Brücke liegt in den Gemeinden Bockau und Zschorlau (siehe auch Obj. 08958583)                                                  | 09306084 |
| Direkt Bild zu diesem Denkmal hochladen | Halde Schurf 6                                                            | (Karte) | um 1950 (Halde)                                                  | Halde des Wismut-Erkundungsbergbaus »Schurf 6«; Zeugnis der jüngsten Bergbaugeschichte mit technikgeschichtlichem und ortsgeschichtlichem sowie ortsbildprägendem Wert                                                                                     | 08958593 |
| Direkt Bild zu diesem Denkmal hochladen | St.-Johannes-Schacht; später Bockauer Spirituosenfabrik                   | (Karte) | 18. Jahrhundert (Schachtgebäude); um 1950 (Förderturmfundamente) | Zechenhaus (ohne Anbauten) und Schacht mit Förderturmfundamenten einer ehemaligen Bleiglanz-Fundgrube; Zeugnisse des Altbergbaus, mit ortsgeschichtlicher und technikgeschichtlicher Qualität                                                              | 08958627 |

## Börnichen/Erzgeb.
| Bild                                    | Bezeichnung            | Lage    | Datierung                         | Beschreibung | ID       |
| --------------------------------------- | ---------------------- | ------- | --------------------------------- | --- | -------- |
| Direkt Bild zu diesem Denkmal hochladen | Schwarzmühle Börnichen | (Karte) | 2. Hälfte 19. Jahrhundert (Mühle) | Ehemalige Schneidemühle, bestehend aus Wohnhaus und daran angebautem Mühlengebäude; gut erhaltenes Gebäudeensemble von technikgeschichtlicher und ortshistorischer Bedeutung | 09207633 |

## Breitenbrunn/Erzgeb.
| Bild                                    | Bezeichnung | Lage                         | Datierung                                | Beschreibung | ID       |
| --------------------------------------- | --- | ---------------------------- | ---------------------------------------- | --- | -------- |
| Direkt Bild zu diesem Denkmal hochladen | Kursächsische Postmeilensäulen (Sachgesamtheit)                                                                                  | Antonshöhe (Karte)           | bezeichnet 1724 (Viertelmeilenstein)     | Postmeilensäule; Viertelmeilenstein, verkehrsgeschichtlich von Bedeutung | 09299477 |
| Direkt Bild zu diesem Denkmal hochladen | Wassergraben-Antonshütte (Sachgesamtheit)                                                                                        | Antonsthal (Karte)           | 1827–1831 (Wassergraben)                 | Sachgesamtheitsbestandteil der Sachgesamtheit Wassergraben-Antonshütte, Teilabschnitt OT Antonsthal: Wassergraben (siehe auch Sachgesamtheitsliste, OT Breitenbrunn/Erzgeb. – Obj. 09299500); Wassergraben zur Stromerzeugung der ehemaligen Antonshütte, mit ca. 2½ km Länge die längste künstliche Wasserzuführung im Landkreis, hinter dem Wehr ca. 80 m langer Tunnel, an dessen Ausgang zwei Schlusssteine: 1. König Anton bezeichnet 1881, 2. »FEW« (= Papierfabrikant Franz Eduard Weidenmüller), bergbaugeschichtlich von Bedeutung | 09299625 |
| Direkt Bild zu diesem Denkmal hochladen | Antonshütte | Antonsthal (Karte)           | 1. Hälfte 19. Jahrhundert (Herrenhaus)   | Ehemaliges Herrenhaus einer Schmelzhütte, später Teil einer Papierfabrik; repräsentativer Putzbau mit Mansarddach und markantem Dachreiter, Anklänge an den Stil der Neogotik, wohl ehemaliges Huthaus, auf dem Gelände einer Silberschmelzhütte, später Papierfabrik F. E. Weidenmüller, baugeschichtlich, ortsgeschichtlich und technikgeschichtlich von Bedeutung | 09299488 |
| Direkt Bild zu diesem Denkmal hochladen | Silberwäsche Unverhofft Glück | Antonsthal (Karte)           | 1828 (Pochwerk)                          | Ehemaliges Erzpochwerk und Erzwäsche, heute Museum und Gaststätte; früher Industriebau von ortshistorischer und technikgeschichtlicher Bedeutung | 09299492 |
| Direkt Bild zu diesem Denkmal hochladen | Wassergraben-Antonshütte (Sachgesamtheit)                                                                                        | Breitenbrunn/Erzgeb. (Karte) | 1827–1831 (Wassergraben)                 | Sachgesamtheit Wassergraben-Antonshütte, mit Wassergraben und Schützenwehr, Teilabschnitt OT Breitenbrunn/Erzgeb.(siehe Einzeldenkmaldokument – Obj. 09306328) sowie mit den Sachgesamtheitsbestandteilen: Wassergraben, Teilabschnitt OT Antonsthal (siehe Sachgesamtheitsliste – Obj. 09299625), Wassergraben, Teilabschnitt OT Erlabrunn (siehe Sachgesamtheitsliste – Obj. 0929962); Wassergraben zur Stromerzeugung der ehemaligen Antonshütte, mit ca. 2½ km Länge die längste künstliche Wasserzuführung im Landkreis, hinter dem Wehr ca. 80 m langer Tunnel, an dessen Ausgang zwei Schlusssteine: 1. König Anton bezeichnet 1881, 2. »FEW« (= Papierfabrikant Franz Eduard Weidenmüller), bergbaugeschichtlich von Bedeutung | 09299500 |
| Direkt Bild zu diesem Denkmal hochladen | Reste einer Kompressorenstation des Wismutbergbaus                                                                               | Breitenbrunn/Erzgeb. (Karte) | 1949–1950 (Kompressorenstation)          | technikhistorisches Denkmal, Anlage eine der letzten ihrer Art im Raum Breitenbrunn/Johanngeorgenstadt | 09301303 |
| Direkt Bild zu diesem Denkmal hochladen | St.-Christoph-Stolln | Breitenbrunn/Erzgeb. (Karte) | 1558 aufgefahren (Mundloch)              | Mundloch des St.-Christoph-Stollns; Zeugnis des Erzbergbaus, von technikgeschichtlicher Bedeutung | 09299468 |
| Direkt Bild zu diesem Denkmal hochladen | Schichtmeisterhaus Hammergut Breitenhof                                                                                          | Breitenbrunn/Erzgeb. (Karte) | um 1600, später überformt (Wohnhaus)     | Ehemaliges Schichtmeisterhaus eines Hammerguts; ursprünglich zum 1570 angelegten Hammerwerk gehörend, markanter Bau mit unverputztem Bruchsteinmauerwerk und Fachwerk-Obergeschoss, ortsgeschichtlich und technikgeschichtlich von Bedeutung | 09299469 |
| Direkt Bild zu diesem Denkmal hochladen | Wassergraben-Antonshütte (Sachgesamtheit)                                                                                        | Erlabrunn (Karte)            | 1827–1831 (Wassergraben)                 | Sachgesamtheitsbestandteil der Sachgesamtheit Wassergraben-Antonshütte, Teilabschnitt OT Erlabrunn: Wassergraben (siehe auch Sachgesamtheitsliste, OT Breitenbrunn/Erzgeb. – Obj. 09299500); Wassergraben zur Stromerzeugung der ehemaligen Antonshütte, mit ca. 2½ km Länge die längste künstliche Wasserzuführung im Landkreis, hinter dem Wehr ca. 80 m langer Tunnel, an dessen Ausgang zwei Schlusssteine: 1. König Anton bezeichnet 1881, 2. »FEW« (= Papierfabrikant Franz Eduard Weidenmüller), bergbaugeschichtlich von Bedeutung | 09299626 |
| Direkt Bild zu diesem Denkmal hochladen | Wasserkraftwerk Albertsthal | Erlabrunn (Karte)            | um 1900 (Holzschleiferei)                | Ehemalige Holzschleiferei mit Wasserkraftanlage (Nr. 1, über Tförmigem Grundriss, später Elektrizitätswerk) sowie Wohnhaus (Nr. 2) mit angebautem Nebengebäude und Einfriedung; landschaftsprägender Baukomplex, Wohnhaus Fachwerkbau mit Anklängen an den Schweizerstil, Industriegebäude Bruchsteinbau, von baugeschichtlicher und regionalgeschichtlicher Bedeutung | 09201764 |
| Direkt Bild zu diesem Denkmal hochladen | Kursächsische Postmeilensäulen (Sachgesamtheit)                                                                                  | Erlabrunn (Karte)            | 1725 (Ganzmeilensäule)                   | Postmeilensäule; Ganzmeilensäule, verkehrsgeschichtlich von Bedeutung | 09201760 |
| Direkt Bild zu diesem Denkmal hochladen | Sachgesamtheit Königlich-Sächsische Triangulierung („Europäische Gradmessung im Königreich Sachsen“); Station 134 Hirschensprung | Rittersgrün (Karte)          | zwischen 1850/1890 (Triangulationssäule) | Trigonometrischer Punkt; Bolzen, Triangulationssäule Station 2. Ordnung, vermessungsgeschichtlich und technikgeschichtlich von Bedeutung | 09305046 |
| Direkt Bild zu diesem Denkmal hochladen | Fundgrube Rother Adler | Rittersgrün (Karte)          | 1883 (Pulverturm)                        | Ehemaliger Pulverturm der Bergbauanlage Mittlerer-Rother-Adler; seltenes Zeugnis der Bergbaugeschichte | 09223048 |
| Direkt Bild zu diesem Denkmal hochladen | Hofmühle (ehem.) | Rittersgrün (Karte)          | 19. Jahrhundert (Wohnhaus)               | Wohnhaus, ehemals Mühle; markanter Bruchsteinbau, von baugeschichtlichem und ortsgeschichtlichem Wert | 09227480 |
| Direkt Bild zu diesem Denkmal hochladen | Holzwarenfabrik C. L. Flemming                                                                                                   | Rittersgrün (Karte)          | 1906 (Fabrikgebäude); 1899 (Schornstein) | Fabrikgebäude einer Holzwarenfabrik, mit Fabrikschornstein; in Klinkerbauweise, ortsgeschichtliche und industriehistorische Bedeutung | 09223054 |
| Direkt Bild zu diesem Denkmal hochladen | Holzschleiferei Weigel | Rittersgrün (Karte)          | um 1900 (Fabrikgebäude)                  | Ehemalige Pappenfabrik, bestehend aus Produktionsgebäude (mit technischer Ausstattung) sowie Trockenschuppen, heute technisches Museum; original erhaltener Baukomplex mit vollständiger funktionstüchtiger technischer Ausstattung, von technikgeschichtlicher Bedeutung | 09227476 |
| Direkt Bild zu diesem Denkmal hochladen | Wasserkraftwerk Rittersgrün | Rittersgrün (Karte)          | um 1905 (Wasserkraftwerk)                | Ehemaliges Wasserkraftwerk; zeittypischer Putzbau in gutem Originalzustand, von industriegeschichtlicher und ortsgeschichtlicher Bedeutung | 09223042 |
| Direkt Bild zu diesem Denkmal hochladen | Schmalspurbahnmuseum; Bahnhof Oberrittersgrün                                                                                    | Rittersgrün (Karte)          | 1897 (Empfangsgebäude)                   | Ehemaliger Bahnhof mit Empfangsgebäude, Lokschuppen und Sammlungsbeständen des Museums (Waggons und Lokomotiven); verkehrshistorisch und technikgeschichtlich bedeutsame Anlage | 09227472 |
| Direkt Bild zu diesem Denkmal hochladen | Mittlerer-Rother-Adler-Stolln; Fundgrube Rother Adler                                                                            | Rittersgrün (Karte)          | 1822 (Steigerhaus)                       | Ehemaliges Steigerhaus und Bergschmiede, später Wohnhaus und Buchdruckerei, heute Wohnhaus sowie Mundloch, Reste des Fundamentmauerwerks eines ehemaligen Huthauses und bergbauliche Wasseranlage zur Entwässerung des oberen und mittleren Stollns; wichtige Zeugnisse des Altbergbaus, von technikgeschichtlicher Bedeutung | 09223047 |

## Burkhardtsdorf
| Bild                                    | Bezeichnung                                         | Lage                   | Datierung                                     | Beschreibung                                                                            | ID       |
| --------------------------------------- | --------------------------------------------------- | ---------------------- | --------------------------------------------- | --------------------------------------------------------------------------------------- | -------- |
|                                         | Kursächsische Postmeilensäulen (Sachgesamtheit)     | Burkhardtsdorf (Karte) | bezeichnet 1723 (Postmeilensäule)             | Postmeilensäule; Kopie einer Ganzmeilensäule, verkehrsgeschichtlich von Bedeutung       | 09232800 |
| Direkt Bild zu diesem Denkmal hochladen | Ufermauerwerk der Zwönitz                           | Burkhardtsdorf (Karte) | 19. Jahrhundert (Uferbefestigung)             | ortsbildprägend und baugeschichtlich von Bedeutung                                      | 09232816 |
| Direkt Bild zu diesem Denkmal hochladen | Böschungsmauer an der Straße                        | Burkhardtsdorf (Karte) | 19. Jahrhundert (Stützmauer)                  | ortsbildprägend und baugeschichtlich von Bedeutung                                      | 09305707 |
| Direkt Bild zu diesem Denkmal hochladen | Dampfmaschine sowie Maschinenhausausstattung        | Burkhardtsdorf (Karte) | 1919 (Dampfmaschine); 1875 (Fliesen, Kacheln) | Einzylinderdampfmaschine, technikgeschichtlich und industriegeschichtlich von Bedeutung | 09306256 |
| Direkt Bild zu diesem Denkmal hochladen | Böschungsmauer an der Straße                        | Burkhardtsdorf (Karte) | 19. Jahrhundert (Stützmauer)                  | ortsbildprägend und baugeschichtlich von Bedeutung                                      | 09232833 |
| Direkt Bild zu diesem Denkmal hochladen | Buchdruckerei Schreiber; heute Buchdruckerei-Museum | Burkhardtsdorf (Karte) | um 1900 (Technische Ausstattung)              | Ausstattung einer Buchdruckerei; technikgeschichtlich von Bedeutung                     | 09232832 |

## Crottendorf
| Bild                                    | Bezeichnung                              | Lage                 | Datierung                            | Beschreibung | ID       |
| --------------------------------------- | ---------------------------------------- | -------------------- | ------------------------------------ | --- | -------- |
| Direkt Bild zu diesem Denkmal hochladen | Wasserwerk                               | Crottendorf (Karte)  | bezeichnet 1906 (Wasserwerk)         | in gotisierender Formensprache, baugeschichtliche und technikgeschichtliche Bedeutung | 08985887 |
| Direkt Bild zu diesem Denkmal hochladen | Neubert-Schlosser-Brücke                 | Crottendorf (Karte)  | 1918–1920 (Straßenbrücke)            | Straßenbrücke über die Zschopau; Bruchstein-Bogenbrücke, baugeschichtlich von Bedeutung | 08985914 |
| Direkt Bild zu diesem Denkmal hochladen | Zufahrtsbrücke über die Zschopau         | Crottendorf (Karte)  | Kern 19. Jahrhundert (Straßenbrücke) | Bruchstein-Bogenbrücke, Zufahrtsbrücke zur Kehrermühle (Unterste Mühle), baugeschichtlich von Bedeutung | 08985901 |
| Direkt Bild zu diesem Denkmal hochladen | Oberer Bahnhof Crottendorf               | Crottendorf (Karte)  | 1905 (Bahnhof)                       | Empfangsgebäude (Bahnhofstraße 253b), daran angebauter Güterschuppen (Ladestraße 1) und Toilettenhaus eines Bahnhofes; eisenbahnhistorische Bedeutung | 08985911 |
| Direkt Bild zu diesem Denkmal hochladen | Straßenbrücke über die Zschopau          | Crottendorf (Karte)  | 1870 (Straßenbrücke)                 | Bruchstein-Bogenbrücke, baugeschichtlich von Bedeutung | 08985913 |
| Direkt Bild zu diesem Denkmal hochladen | Kalkofen                                 | Crottendorf (Karte)  | 2. Hälfte 19. Jahrhundert (Kalkofen) | technikgeschichtlich von Bedeutung | 08985904 |
| Direkt Bild zu diesem Denkmal hochladen | Fabrikgebäude mit rückwärtigem Saalanbau | Crottendorf (Karte)  | 1930er Jahre (Fabrikgebäude)         | im traditionalistischen Stil, weitgehend ursprünglich, daher Seltenheitswert, ortshistorische und baugeschichtlich von Bedeutung | 08985935 |
| Direkt Bild zu diesem Denkmal hochladen | Oberer Bahnhof Crottendorf               | Crottendorf (Karte)  | 1905 (Bahnhof)                       | Empfangsgebäude (Bahnhofstraße 253b), daran angebauter Güterschuppen (Ladestraße 1) und Toilettenhaus eines Bahnhofes; eisenbahnhistorische Bedeutung | 08985911 |
| Direkt Bild zu diesem Denkmal hochladen | Bahnhof Walthersdorf (Erzgeb.)           | Walthersdorf (Karte) | 1889 (Empfangsgebäude)               | Empfangsgebäude (mit angebautem Güterschuppen) und zwei weitere Nebengebäude (in einem eine alte Hebelbank) eines Bahnhofes, sowie Schranke mit Handbetätigung; zeittypische Putzbauten, hochgradig ursprünglich erhalten bzw. wiederhergestellt, technikhistorische und ortsgeschichtliche Bedeutung | 08985891 |

## Deutschneudorf
| Bild                                    | Bezeichnung                         | Lage                          | Datierung                                   | Beschreibung | ID       |
| --------------------------------------- | ----------------------------------- | ----------------------------- | ------------------------------------------- | --- | -------- |
| Direkt Bild zu diesem Denkmal hochladen | Dampfmaschine                       | Deutschkatharinenberg (Karte) | 1922 (Dampfmaschine)                        | liegende 250-PS-Einzylinderdampfmaschine, technikgeschichtliches Denkmal                                                                                  | 09207034 |
| Direkt Bild zu diesem Denkmal hochladen | Wohnhaus, ehemalige Schmelze        | Deutschkatharinenberg (Karte) | 18. Jahrhundert oder älter (Gießerei)       | großes Fachwerk-Wohnhaus, zeit- und landschaftstypischer Bau, von ortsgeschichtlicher Bedeutung                                                           | 09207029 |
| Direkt Bild zu diesem Denkmal hochladen | Ehemaliges Pochwerk, heute Wohnhaus | Deutschkatharinenberg (Karte) | wohl 18. Jahrhundert (Pochwerk)             | Obergeschoss Fachwerk verbrettert, Giebel verschindelt, zeit- und landschaftstypischer Bau, weitgehend original erhalten, ortsgeschichtlich von Bedeutung | 09207028 |
| Direkt Bild zu diesem Denkmal hochladen | Fortunafundgrube                    | Deutschkatharinenberg (Karte) | 18. Jahrhundert und älter (Halde)           | Halde der ehemaligen Fortunagrube; bergbauhistorische Bedeutung                                                                                           | 09207035 |
| Direkt Bild zu diesem Denkmal hochladen | Hintere Mühle                       | Deutschneudorf (Karte)        | 1939 (Wasserkraftdrehwerk); um 1800 (Mühle) | Ehemaliges Mühlengebäude mit Wasserkraftdrehwerk, sowie Mühlgraben und teich; mit oberschlächtigem Wasserrad, von technikgeschichtlicher Bedeutung        | 09206997 |
| Direkt Bild zu diesem Denkmal hochladen | Ehemalige Eisenbahnbrücke           | Oberlochmühle (Karte)         | 2. Hälfte 19. Jahrhundert (Eisenbahnbrücke) | verkehrshistorische und ortsbildprägende Bedeutung | 09207037 |

## Drebach
| Bild                                    | Bezeichnung                                                                        | Lage                  | Datierung | Beschreibung | ID       |
| --------------------------------------- | ---------------------------------------------------------------------------------- | --------------------- | --- | --- | -------- |
| Direkt Bild zu diesem Denkmal hochladen | Kunstmauer                                                                         | Drebach (Karte)       | wohl 1794 (Radstube) | Übertägige Radstube; selten erhaltenes Beispiel des örtlichen Bergbaus, technikgeschichtliche und bergbauhistorische Bedeutung | 08957204 |
| Direkt Bild zu diesem Denkmal hochladen | Strumpfwarenfabrik Gläser (ehem.)                                                  | Drebach (Karte)       | bezeichnet 1925 (Strumpffabrik) | Fabrikgebäude; zeittypisches Gebäude, Zeugnis der industriellen Vergangenheit, ortsbildprägende Lage im oberen Ortsteil, von ortshistorischer und baugeschichtlicher Bedeutung | 08956504 |
| Direkt Bild zu diesem Denkmal hochladen | Straßenbrücke über die Zschopau                                                    | Scharfenstein (Karte) | 1907 (Straßenbrücke) | zweibogige Steinbrücke, verkehrshistorische und ortsbildprägende Bedeutung | 08956456 |
| Direkt Bild zu diesem Denkmal hochladen | Straßenbrücke über die Zschopau                                                    | Scharfenstein (Karte) | 1884, später überformt (Straßenbrücke) | weitgespannte Steinbogenbrücke, verkehrshistorische und ortshistorische Bedeutung | 08956464 |
| Direkt Bild zu diesem Denkmal hochladen | Bahnhof Scharfenstein                                                              | Scharfenstein (Karte) | Ende 19. Jahrhundert (Empfangsgebäude) | Bahnhofsgebäude; zeittypischer Putzbau, verkehrshistorische und ortshistorische Bedeutung | 08956460 |
| Direkt Bild zu diesem Denkmal hochladen | Venusberg-Spinnerei II Gebr. Schüller (ehem.); später Sächsische Baumwollspinnerei | Spinnerei (Karte)     | 1883–1884 (Produktionsgebäude A); 1895 (Produktionsgebäude B); 1907 (Produktionsgebäude C); 1936–1938 (Produktionsgebäude D); um 1900 (Zwirnerei) | Gesamtanlage einer Spinnerei mit Produktionsgebäuden A–D und Kesselhaus (1–4), Verwaltung (5), Werkleitung (6), Kulturhaus (7), Zwirnerei (8), Dampfmaschinenhaus (9), Turbinenhaus (10), Lagerhalle (11) und Pförtnerhaus (12); beeindruckende Fabrikanlage im Wilischthal, technisches Denkmal, ortshistorische und ortsbildprägende Bedeutung | 08956497 |
| Direkt Bild zu diesem Denkmal hochladen | Venusberg-Spinnerei I Gebr. Schüller (ehem.)                                       | Spinnerei (Karte)     | 1855–1858 (Spinnerei) | Fabrikgebäude (Nr. 60) einer Spinnerei, daneben Bergkeller und weiteres Spinnereigebäude (Nr. 62, heute Wohnhaus); monumentale Spinnerei, regionaltypischer Fabrikbau, später Lehrlingswohnheim VEB Feinspinnerei Venusberg, ortshistorische Bedeutung                                                                                           | 08956479 |
| Direkt Bild zu diesem Denkmal hochladen | Zwei Kalköfen                                                                      | Wilischthal (Karte)   | Mitte 19. Jahrhundert (Kalkofen) | zu Grießbach, technikgeschichtliche und ortshistorische Bedeutung | 08956477 |

## Ehrenfriedersdorf, Stadt
| Bild                                    | Bezeichnung | Lage    | Datierung                                                             | Beschreibung | ID       |
| --------------------------------------- | --- | ------- | --------------------------------------------------------------------- | --- | -------- |
| Direkt Bild zu diesem Denkmal hochladen | Bergbaumonumente Ehrenfriedersdorf (Sachgesamtheit)                                                                            | (Karte) | 14.–20. Jahrhundert (Bergbauanlagen); 1926–1928 (Oswald-Barthel-Turm) | Einzeldenkmale der Sachgesamtheit Bergbaumonumente Ehrenfriedersdorf: Sauberger Haupt- und Richtschacht (Schachtgebäude, Kulturhaus, Maschinenhaus, Trafostation), Förderturm Schacht 2, Oswald-Barthel-Turm, Geräte und Grubenbaue auf der 2. Sohle, Mannschaftskauen, Grubenrettungsstelle, Bergschmiede, Strossenbau Leimgrübner Gangzug, Strossenbau Einigkeiter Gangzug, Morgenröther Scheidebank, Mundloch Luftschutzstollen Sauberg, Haldenbereiche Sommerleithe im Seifental, Althalden am Niederen Prinzler Tagschacht, Halde Grünzweiger Tagschacht (Rothirschner Stolln), im Bereich Vierunger Grubenfeld: Mundloch Großvierunger Stolln, Halden- und Bingenzug Vierung, Großvierunger Binge, Eichler-Teich (Oberer und Unterer), im Bereich Freiwald: Röhrgraben, Mundloch Garisch-Stolln, Leyer Pochwerk, Scheidebank und Mundloch Leyer-Stolln, Mundloch Greifensteinstolln mit Bergbauausrüstung, Mundloch Reicher Silbertrost-Stolln, Raithalden im Greifenbachtal, Althalden des Röhrenbohrers, Raithalden am Triftweg, und übrige Bereiche: Alexander-Tagschacht (einschließlich Heinzenschacht und -stolln, Radpumpe), Mundloch Tiefer Sauberger Stolln, Mundloch Wilhelm-Stolln, Althalden Heinrich-Hoffnung-Fundgrube (siehe auch Sachgesamtheitsliste – Obj. 09305920, Am Sauberg 1); bergbautechnisch, ortshistorisch und sozialgeschichtlich von Bedeutung | 09248097 |
| Direkt Bild zu diesem Denkmal hochladen | Bergbaumonumente Ehrenfriedersdorf (Sachgesamtheit)                                                                            | (Karte) | 14.–20. Jahrhundert (Bergbauanlagen)                                  | Sachgesamtheit Bergbaumonumente Ehrenfriedersdorf, mit folgenden Einzeldenkmalen, im Bereich Sauberg und Umgebung: Sauberger Haupt- und Richtschacht (Schachtgebäude, Kulturhaus, Maschinenhaus, Trafostation), Förderturm Schacht 2, Oswald-Barthel-Turm, Geräte und Grubenbaue auf der 2. Sohle, Mannschaftskauen, Grubenrettungsstelle, Bergschmiede, Strossenbau Leimgrübner Gangzug, Strossenbau Einigkeiter Gangzug, Morgenröther Scheidebank, Mundloch Luftschutzstollen Sauberg, Haldenbereiche Sommerleithe im Seifental, Althalden am Niederen Prinzler Tagschacht, Halde Grünzweiger Tagschacht (Rothirschner Stolln), im Bereich Vierunger Grubenfeld: Mundloch Großvierunger Stolln, Halden- und Bingenzug Vierung, Großvierunger Binge, Eichler-Teich (Oberer und Unterer), im Bereich Freiwald: Röhrgraben, Mundloch Garisch-Stolln, Leyer Pochwerk, Scheidebank und Mundloch Leyer-Stolln, Mundloch Greifensteinstolln mit Bergbauausrüstung, Mundloch Reicher Silbertrost-Stolln, Raithalden im Greifenbachtal, Althalden des Röhrenbohrers, Raithalden am Triftweg, und übrige Bereiche im Stadtgebiet: Alexander-Tagschacht nahe Seifentalstraße (einschließlich Heinzenschacht und -stolln, Radpumpe), Mundloch Tiefer Sauberger-Stolln, Mundloch Wilhelm-Stolln, Althalden Heinrich-Hoffnung-Fundgrube (siehe Einzeldenkmalliste – Obj. 09248097, Am Sauberg 1), des Weiteren Mundloch-Stein mit Wettiner Wappen (siehe Einzeldenkmalliste – Obj. 09305926, Greifensteinstraße 44) und Mundloch des Lorenz-Stolln (siehe Einzeldenkmalliste – Obj. 09305917, Chemnitzer Straße, bei Nr. 93); bergbautechnisch, ortshistorisch und sozialgeschichtlich von Bedeutung | 09305920 |
| Direkt Bild zu diesem Denkmal hochladen | Textilfabrik Ehrenfriedersdorf (ehem.)                                                                                         | (Karte) | um 1925 (Fabrikgebäude); um 1925 (Fabrikantenvilla)                   | Ehemalige Textilfabrik und Fabrikantenvilla mit Villengarten (darin Teich, Gartendenkmal); Fabrik mit zeittypischer Konstruktion weitgehend erhalten, mit vergleichsweise aufwändigem Turm mit expressionistischen Einflüssen, Fabrikantenvilla recht authentisch, bauhistorische und ortsgeschichtliche Bedeutung | 09248068 |
| Direkt Bild zu diesem Denkmal hochladen | Bergbaumonumente Ehrenfriedersdorf (Sachgesamtheit)                                                                            |         | 19. Jahrhundert (Mundloch)                                            | Einzeldenkmal der Sachgesamtheit Bergbaumonumente Ehrenfriedersdorf: Mundloch des Lorenz-Stolln (siehe auch Sachgesamtheitsliste – Obj. 09305920, Am Sauberg 1); bergbautechnische und ortshistorische Bedeutung | 09305917 |
| Direkt Bild zu diesem Denkmal hochladen | Sachgesamtheit Königlich-Sächsische Triangulierung („Europäische Gradmessung im Königreich Sachsen“); Station 129 Greifenstein | (Karte) | bezeichnet 1865 (Triangulationsstein)                                 | Triangulationssäule; Station 2. Ordnung, bedeutendes Zeugnis der Geodäsie des 19. Jahrhunderts, vermessungsgeschichtlich von Bedeutung | 09248091 |
| Direkt Bild zu diesem Denkmal hochladen | Bergbaumonumente Ehrenfriedersdorf (Sachgesamtheit)                                                                            |         | 19. Jahrhundert (Mundloch-Stein)                                      | Einzeldenkmal der Sachgesamtheit Bergbaumonumente Ehrenfriedersdorf: Mundloch-Stein mit Wettiner Wappen (siehe auch Sachgesamtheitsliste – Obj. 09305920, Am Sauberg 1); bergbaugeschichtliche Bedeutung | 09305926 |
| Weitere Bilder                          | Viadukt Ehrenfriedersdorf | (Karte) | um 1905 (Viadukt)                                                     | Reste einer Eisenbahnbrücke; vier Betonpfeiler der ehemaligen Schmalspurbahn, technikgeschichtliches Relikt | 09248094 |

## Eibenstock, Stadt
| Bild                                    | Bezeichnung                                                                           | Lage                   | Datierung | Beschreibung | ID       |
| --------------------------------------- | ------------------------------------------------------------------------------------- | ---------------------- | --- | --- | -------- |
| Direkt Bild zu diesem Denkmal hochladen | Straßenbrücke über die Große Bockau, mit Uferbefestigung                              | Blauenthal (Karte)     | Ende 19. Jahrhundert (Straßenbrücke)                                                                              | Steinbogenbrücke mit Flußbettregulierung, Teil der alten Ortsstruktur, mit verkehrsgeschichtlicher Bedeutung | 08956726 |
| Weitere Bilder                          | Blauenthaler Wasserfall                                                               | Blauenthal (Karte)     | um 1900 (Wasserfall)                                                                                              | Künstlicher Wasserfall mit gemauertem Ablauf und Überbrückung; singuläre Anlage, Überbrückung mit Granitsteindecker, von landschaftsgestaltender und technikgeschichtlicher Bedeutung | 08956736 |
| Direkt Bild zu diesem Denkmal hochladen | Überwölbter Kanallauf im Bett der Großen Bockau                                       | Blauenthal (Karte)     | bezeichnet 1900 (Wassergraben)                                                                                    | gewölbte Mündungsöffnung mit brückenpfeilerähnlichem Pylon eines heute unbenutzten Wassergrabens, Zeugnis von wasserbautechnischer und ortsgeschichtlicher Bedeutung | 08956737 |
| Direkt Bild zu diesem Denkmal hochladen | Schleifstein einer ehemaligen Papiermühle                                             | Carlsfeld (Karte)      | 19. Jahrhundert oder älter (Mühlentechnik)                                                                        | von technikgeschichtlicher Bedeutung | 08956703 |
| Direkt Bild zu diesem Denkmal hochladen | Eisenbahnstrecke Schönheide-Süd–Carlsfeld (Sachgesamtheit)                            | Carlsfeld (Karte)      | 1896–1897 (Eisenbahnanlage)                                                                                       | Sachgesamtheit Eisenbahnstrecke Schönheide-Süd–Carlsfeld, mit dem Einzeldenkmal: Bahnhof Carlsfeld (siehe Einzeldenkmalliste – Obj. 08956706, Carlsfelder Hauptstraße 59, 59a) und den Sachgesamtheitsteilen: Betonbrücke, Flussregulierung und Bahndamm (östlich Wilzschmühle), Steinbogenbrücke (östlich Wilzschmühle, über Schlangenweg), Auflager und Strompfeiler einer ehemaligen Stahlfachwerkbrücke über die Zwickauer Mulde und Teilstück der Eisenbahnstrecke mit Gleis-, Signal-, Sicherungs- und Fernmeldeanlagen, Bahnsteig- und Gleisfeldbeleuchtung, Streckenkilometrierung, Beschilderung, darüber hinaus mit den Sachgesamtheitsbestandteilen für den Teilabschnitt Schönheide, OT Wilzschhaus (siehe Sachgesamtheitsliste Schönheide, OT Wilzschhaus – Obj. 08955384); eisenbahntechnische Zeugnisse mit technikgeschichtlicher, landschaftsbildprägender und regionalhistorischer Relevanz, verkehrsgeschichtliche Bedeutung für die Erschließung des Wilzschtales durch die Schmalspurbahn Wilkau-Haßlau – Saupersdorf – Schönheide/Wilzschhaus – Carlsfeld | 08955385 |
| Direkt Bild zu diesem Denkmal hochladen | Königlich-Sächsische Meilensteine (Sachgesamtheit)                                    | Carlsfeld (Karte)      | 19. Jahrhundert (Meilenstein)                                                                                     | Meilenstein; von verkehrsgeschichtlicher Bedeutung | 09306030 |
| Direkt Bild zu diesem Denkmal hochladen | Eisenbahnstrecke Chemnitz–Aue–Adorf, Abschnitt Schönheide–Muldenberg (Sachgesamtheit) | Carlsfeld              | Ende 19. Jahrhundert (Eisenbahnanlage)                                                                            | Sachgesamtheitsbestandteil der Sachgesamtheit Eisenbahnstrecke Chemnitz–Aue–Adorf, Abschnitt Schönheide–Muldenberg, Teilabschnitt Eibenstock, OT Carlsfeld, mit folgenden Sachgesamtheitsteilen: Gleis-, Signal-, Sicherungs- und Fernmeldeanlagen, Streckenkilometrierung, Beschilderung, und folgenden Bestandteilen als weitere Sachgesamtheitsteile: 1.) bei km 75, 815: Wegeübergang, 2.) bei km 76, 340: Bahnwärterhaus, 3.) bei km 76, 470: Brücke über die Zwickauer Mulde, 4.) bei km 77, 518: Brücke über die Zwickauer Mulde 5.) bei km 77, 630: Wegeübergang, 6.) bei km 77, 720: Bahnwärterhaus mit Wirtschaftsgebäude und Brunnen, 7.) bei km 78, 150: Durchlass eines Bahngrabens, 8.) bei km 78, 655: Durchlass eines Mühlgrabens, 9.) bei km 78, 825: Bahnwärterhaus mit Wirtschaftsgebäude, Fernsprechbude und Wegeübergang, 10.) bei km 78, 900: Wegeübergang, 11.) bei km 78, 935: Durchlass eines Bahngrabens, 12.) bei km 79, 090: Durchlass eines Bahngrabens, (siehe auch Sachgesamtheitsliste –Obj. 09247513, Höhenluftkurort Grünbach, OT Muldenberg, Am Bahnhof 1–9); Teilstück der Eisenbahnstrecke Chemnitz–Aue–Adorf zwischen Bahnhof Schönheide Ost (km 71, 275) und Bahnhof Muldenberg (km 89, 400), eisenbahntechnische Zeugnisse der verkehrshistorischen Entwicklung, mit technikgeschichtlicher und lokalhistorischer Relevanz | 09306076 |
| Direkt Bild zu diesem Denkmal hochladen | Eisenbahnstrecke Schönheide-Süd–Carlsfeld (Sachgesamtheit); Bahnhof Carlsfeld         | Carlsfeld (Karte)      | 1897 (Empfangsgebäude)                                                                                            | Einzeldenkmal der Sachgesamtheit Eisenbahnstrecke Schönheide-Süd–Carlsfeld, Teilabschnitt Eibenstock, OT Carlsfeld: Kleinbahnhof einer Schmalspurbahn, mit Lokschuppen (siehe auch Sachgesamtheitsliste – Obj. 08955385); Zeugnis der verkehrstechnischen Erschließung des Erzgebirges, von verkehrsgeschichtlicher und ortsbildprägender Bedeutung | 08956706 |
| Direkt Bild zu diesem Denkmal hochladen | Zufahrtsbrücke zwischen Wohnhaus und Produktionsgebäude einer ehemaligen Mühle        | Carlsfeld (Karte)      | Ende 19. Jahrhundert (Zufahrtsbrücke)                                                                             | Steinbogenbrücke, von technikgeschichtlicher Qualität | 08956704 |
| Direkt Bild zu diesem Denkmal hochladen | Talsperre Carlsfeld                                                                   | Carlsfeld (Karte)      | 1926–1929 (Talsperre)                                                                                             | Talsperre: Absperrbauwerk mit zwei wasserseitigen, frei liegenden Schiebern, Tosbecken, luftseitiges Schieberhaus mit originalen Schiebern und zwei über das Tosbecken führende Brücken; bedeutsame architektonischwasserbautechnische Anlage, wertvoll in baukünstlerischer wie technikgeschichtlicher Hinsicht, massiv in Bruchstein ausgeführte, stark gekrümmte Gewichtsstaumauer, anspruchsvolle, betont symmetrische Gestaltung mit expressionistischen Formanklängen, höchstgelegene Talsperre der neuen Bundesländer | 08956713 |
| Direkt Bild zu diesem Denkmal hochladen | Königlich-Sächsische Meilensteine (Sachgesamtheit)                                    | Eibenstock (Karte)     | 19. Jahrhundert (Meilenstein)                                                                                     | Meilenstein; als Kilometerstein, verkehrsgeschichtlich von Bedeutung | 08956975 |
| Direkt Bild zu diesem Denkmal hochladen | Brücke über den Großen Riedertbach                                                    | Eibenstock (Karte)     | 1. Hälfte 20. Jahrhundert (Fußgängerbrücke)                                                                       | Steinbogenbrücke, von verkehrsgeschichtlicher Bedeutung | 08956968 |
| Direkt Bild zu diesem Denkmal hochladen | Fußgängerbrücke über den Großen Riedertbach                                           | Eibenstock (Karte)     | 18. Jahrhundert (Fußgängerbrücke)                                                                                 | Bogenbrücke, verkehrshistorisches Zeugnis von baugeschichtlicher Bedeutung | 08956909 |
| Direkt Bild zu diesem Denkmal hochladen | Grüner Graben                                                                         | Eibenstock (Karte)     | 1555 (Wassergraben)                                                                                               | Ca. 8 km langer historischer Wassergraben; zur Wasserversorgung für Zinnwäschen und Pochwerke, von hoher bergbauhistorischtechnischer Bedeutung, später zu Mühlenantrieben genutzt | 08956860 |
| Direkt Bild zu diesem Denkmal hochladen | Königlich-Sächsische Meilensteine (Sachgesamtheit)                                    | Eibenstock (Karte)     | 19. Jahrhundert (Meilenstein)                                                                                     | Meilenstein; von verkehrsgeschichtlicher Bedeutung | 08956966 |
| Direkt Bild zu diesem Denkmal hochladen | Brücke über den Rähmerbach                                                            | Eibenstock (Karte)     | um 1860 (Fußgängerbrücke)                                                                                         | Steinbogenbrücke, im Zusammenhang mit der Grundschule Eibenstock erbaut, von ortshistorischer und verkehrshistorischer Relevanz | 08956978 |
| Direkt Bild zu diesem Denkmal hochladen | Maschinen der Eibenstocker Buntstickerei in Stickerei-Schauwerkstatt des Museums      | Eibenstock (Karte)     | Mitte 19. Jahrhundert (Maschine); 2. Hälfte 19. Jahrhundert (Maschine)                                            | singuläre Zeugnisse der technikgeschichtlichen Entwicklung der Stickerei in der Region | 08956981 |
| Direkt Bild zu diesem Denkmal hochladen | Lager und Handlung der Konsumgenossenschaft (ehem.)                                   | Eibenstock (Karte)     | im Kern bezeichnet 1723 (Lagerhaus); 19. Jahrhundert (Lagerhaus)                                                  | Ehemaliges Lager- und Handelsgebäude (heute Wohnhaus, mit fünf Hausnummern) auf dreiflügeligem Grundriss; von ortshistorischer Bedeutung, Zeugnis für die wirtschaftliche Entwicklung des Ortes | 08956956 |
| Direkt Bild zu diesem Denkmal hochladen | Königlich-Sächsische Meilensteine (Sachgesamtheit)                                    | Eibenstock (Karte)     | 19. Jahrhundert (Meilenstein)                                                                                     | Meilenstein (Kopie); Stationsstein, Zeugnis von verkehrsgeschichtlicher Bedeutung | 08956826 |
| Direkt Bild zu diesem Denkmal hochladen | Fabrikgebäude                                                                         | Eibenstock (Karte)     | um 1910 (Fabrikgebäude)                                                                                           | Putzbau, durch Erker und darüberliegenden Giebel betont, ehemalige Färberei, von baugeschichtlicher und ortsgeschichtlicher Bedeutung | 08956813 |
| Direkt Bild zu diesem Denkmal hochladen | Kursächsische Postmeilensäulen (Sachgesamtheit)                                       | Eibenstock (Karte)     | bezeichnet 1727, Kopie (Postdistanzsäule)                                                                         | Postmeilensäule; Kopie einer Distanzsäule, verkehrsgeschichtlich von Bedeutung | 09304914 |
| Direkt Bild zu diesem Denkmal hochladen | Transformatorenhäuschen                                                               | Eibenstock (Karte)     | um 1910 (Transformatorenstation)                                                                                  | malerischer Bau von technikgeschichtlicher und ortsgeschichtlicher Bedeutung | 08956772 |
| Direkt Bild zu diesem Denkmal hochladen | Neues-Glück-Stolln                                                                    | Eibenstock (Karte)     | 2. Hälfte 19. Jahrhundert (Bergbauanlagenteil)                                                                    | Mundloch und Befestigungsmauer eines Eisensuchstollns; von ortsgeschichtlicher und bergbaugeschichtlicher Bedeutung | 08956750 |
| Direkt Bild zu diesem Denkmal hochladen | Wohnhaus in offener Bebauung und in Ecklage sowie Fabrikgebäude im Hof                | Eibenstock (Karte)     | um 1905 (Wohnhaus); 1910 (Fabrikgebäude)                                                                          | Klinkerfassade mit Erker und Eckturm, Dekoration unter Einfluss des Jugendstils, in gutem Originalzustand, von ortshistorischer und wirtschaftsgeschichtlicher Bedeutung | 08956801 |
| Direkt Bild zu diesem Denkmal hochladen | Bacheinfassung und Unterführung (Straßenbrücke) des Dönitzbachs                       | Eibenstock (Karte)     | bezeichnet 1902 (Straßenbrücke)                                                                                   | aus Granitquadern, von ortsgeschichtlicher und ortsbildprägender Bedeutung | 08956941 |
| Direkt Bild zu diesem Denkmal hochladen | Königlich-Sächsische Meilensteine (Sachgesamtheit)                                    | Oberwildenthal (Karte) | 19. Jahrhundert (Meilenstein)                                                                                     | Meilenstein; von verkehrsgeschichtlicher Bedeutung | 09306042 |
| Direkt Bild zu diesem Denkmal hochladen | Pochsohle                                                                             | Sosa (Karte)           | vor 1700 (Pochwerk)                                                                                               | Pochsohle; granitener Auflagestein eines dreistempeligen Pochwerkes zur Zerkleinerung von Erzen, seltenes Relikt der historischen Erzaufbereitungstechnologie von lokalgeschichtlicher Bedeutung | 09238078 |
| Direkt Bild zu diesem Denkmal hochladen | Schwarzer-Bär-Fundgrube                                                               | Sosa (Karte)           | vor 1650 (Mundloch)                                                                                               | Mundloch des Schwarzer-Bär-Stollns; Stollnmundloch mit Wangenmauern, Zeugnis der bergmännischen Vergangenheit, von lokalgeschichtlicher Bedeutung | 09238068 |
| Direkt Bild zu diesem Denkmal hochladen | Talsperre Sosa; Talsperre des Friedens                                                | Sosa (Karte)           | 1949–1951 (Talsperre); bezeichnet 1951 (Gedenktafel)                                                              | Staumauer einer Talsperre mit zwei frei liegenden Schiebern (wasserseitig), zwei Keilovalschiebern (in der Staumauer), zwei Schieberhäusern, Tosbecken, Brücke, Wärterhaus und Gedenkplatte sowie in unmittelbarer Nähe befindlichem Steinbruch; bemerkenswerte wasserbautechnische Gesamtanlage, wertvoll sowohl in architektonischer als auch in technikgeschichtlicher Hinsicht, erster Talsperrenbau nach 1945 in der DDR, als »Talsperre des Friedens« bezeichnet, letzte massiv in Bruchstein gemauerte Gewichtsstaumauer Deutschlands, knappe, zweckbetonte Gestaltung, begünstigt durch abgelegene Situation, technische Ausstattung überwiegend erhalten | 09237675 |
| Direkt Bild zu diesem Denkmal hochladen | Königlich-Sächsische Meilensteine (Sachgesamtheit)                                    | Sosa (Karte)           | 19. Jahrhundert (Meilenstein)                                                                                     | Meilenstein; Zeugnis der Verkehrsgeschichte | 09238053 |
| Direkt Bild zu diesem Denkmal hochladen | Binge Mordgrube                                                                       | Sosa (Karte)           | 15./16. Jahrhundert (Binge)                                                                                       | Binge; Binge einer ehemaligen Zinn-Hütte am erzreichen Hang des sogenannten Saurüssels, bergbautechnisches Zeugnis von lokalhistorischer und landschaftsprägender Qualität | 09238077 |
| Direkt Bild zu diesem Denkmal hochladen | Erzengelbinge                                                                         | Sosa (Karte)           | ab 15. Jahrhundert (Binge)                                                                                        | Binge; älteste Zinn-Zechen-Binge Sosas mit stufenförmigen Halden am linken Rand, bergbautechnisches Relikt von hoher landschaftsprägender und lokalhistorischer Bedeutung | 09238076 |
| Direkt Bild zu diesem Denkmal hochladen | Backofenbinge                                                                         | Sosa (Karte)           | 15./16. Jahrhundert (Binge)                                                                                       | Binge; Großbinge einer ehemaligen Zinnhütte mit dem Ansatz eines unter Tage weiterlaufenden Stollns am oberen Ende, bergbauliches Zeugnis von lokalhistorischer und landschaftsprägender Relevanz | 09238079 |
| Direkt Bild zu diesem Denkmal hochladen | Wohnhaus einer Sägemühle                                                              | Sosa (Karte)           | um 1800 (Müllerwohnhaus)                                                                                          | Obergeschoss Fachwerk, Zeugnis des dörflichen Handwerks am typischen Standort, baugeschichtlich und ortsgeschichtlich von Bedeutung | 09238040 |
| Direkt Bild zu diesem Denkmal hochladen | Frölichstolln                                                                         | Sosa (Karte)           | 19. Jahrhundert (Stollen)                                                                                         | Stolln einer Eisenerzgrube, mit nahem Wetterschacht oberhalb im Wald; bergbautechnisches Relikt von lokalhistorischer Bedeutung | 09238080 |
| Direkt Bild zu diesem Denkmal hochladen | Huthaus der Christi-Himmelfahrt-Grube                                                 | Sosa (Karte)           | bezeichnet 1718 (Huthaus)                                                                                         | Ehemaliges Huthaus und Schuppen der Himmelfahrt-Christi-Fundgrube und -Stolln; Huthaus Obergeschoss Fachwerk, bergbautechnisches Zeugnis (Förderung schon 1694 nachgewiesen) von hoher lokalgeschichtlicher und ortsbildprägender Bedeutung | 09238042 |
| Direkt Bild zu diesem Denkmal hochladen | Binge Rote Grube                                                                      | Sosa (Karte)           | 1580 (Binge) | Binge; Bestandteil der um 1500 entstandenen ehemaligen Schachtanlage Rote Grube, Relikt des frühneuzeitlichen Bergbaus von ortshistorischem Rang | 09238064 |
| Direkt Bild zu diesem Denkmal hochladen | Grüner Graben                                                                         | Wildenthal (Karte)     | 1555 (Wassergraben)                                                                                               | Ca. 8 km langer historischer Wassergraben; zur Wasserversorgung für Zinnwäschen und Pochwerke, von hoher bergbauhistorischtechnischer Bedeutung, später zu Mühlenantrieben genutzt | 08956860 |
| Direkt Bild zu diesem Denkmal hochladen | Königlich-Sächsische Meilensteine (Sachgesamtheit)                                    | Wildenthal (Karte)     | 19. Jahrhundert (Meilenstein)                                                                                     | Meilenstein; von verkehrsgeschichtlicher Bedeutung | 09306045 |
| Direkt Bild zu diesem Denkmal hochladen | Auersberg-Turm                                                                        | Wildenthal (Karte)     | im Kern 1860 (Aussichtsturm); 1901 (Aussichtsturm)                                                                | Aussichtsturm; trutziger Bau auf dem Auersberg, als Landschaftsmarke von stark landschaftsprägender und ortsgeschichtlicher Bedeutung | 08956768 |
| Direkt Bild zu diesem Denkmal hochladen | Königlich-Sächsische Meilensteine (Sachgesamtheit)                                    | Wildenthal (Karte)     | 19. Jahrhundert (Meilenstein)                                                                                     | Meilenstein; von verkehrsgeschichtlicher Bedeutung | 09306046 |
| Direkt Bild zu diesem Denkmal hochladen | Wohnhaus (Umgebinde), ehemals Schmiede, mit Schuppen                                  | Wolfsgrün (Karte)      | 2. Hälfte 18. Jahrhundert (Schmiede)                                                                              | eingeschossiges Umgebindehaus im Siedlungskern, Zeugnis des historischen Dorfgewerbes, von baugeschichtlicher Qualität | 08956739 |
| Direkt Bild zu diesem Denkmal hochladen | Pappenfabrik C. G. Bretschneider (ehem.); heute Bretschneider Verpackungen GmbH       | Wolfsgrün (Karte)      | um 1870 (Verwaltungsgebäude); 1. Hälfte 19. Jahrhundert (Fabrikgebäude); 2. Fabrikgebäude um 1900 (Fabrikgebäude) | Papierfabrik mit Verwaltungsgebäude, zwei aneinander gebauten Produktionsgebäuden, Maschinenhaus und Schornstein; repräsentatives Zeugnis lokaler Produktionsgeschichte, von landschaftsprägender und technikgeschichtlicher Bedeutung | 08956740 |
| Direkt Bild zu diesem Denkmal hochladen | Wasserhaus                                                                            | Wolfsgrün (Karte)      | 1927–1929 (Wasserhaus)                                                                                            | Steuerhaus (Umgebinde) mit anschließenden Grabenmauern, Rechen, Überlaufgraben und Hubwehr; über einem Wasserauslass (einlass?) eines Werksgrabens errichtet für ein Stauwehr, Turbinen oder Generatoren, Zeugnis von lokalhistorischer und wasserbautechnischer Bedeutung | 08956741 |
| Direkt Bild zu diesem Denkmal hochladen | Güterbahnhof Wolfsgrün                                                                | Wolfsgrün (Karte)      | vor 1900 (Güterbahnhof)                                                                                           | Bahnwärterhaus eines Güterverkehrshaltepunktes; an der Schmalspurtrasse Wilkau–Carlsfeld, in gutem Originalzustand, Zeugnis der lokalen Verkehrsgeschichte | 08956746 |

## Elterlein, Stadt
| Bild                                    | Bezeichnung | Lage                | Datierung                          | Beschreibung | ID       |
| --------------------------------------- | --- | ------------------- | ---------------------------------- | --- | -------- |
| Direkt Bild zu diesem Denkmal hochladen | Sachgesamtheit Königlich-Sächsische Triangulierung („Europäische Gradmessung im Königreich Sachsen“); Station 133 Schatzenstein | Elterlein (Karte)   | 1864 (Triangulierungssäule)        | Triangulationssäule; Station 2. Ordnung, bedeutendes Zeugnis der Geodäsie des 19. Jahrhunderts, vermessungsgeschichtlich von Bedeutung                             | 09305066 |
| Direkt Bild zu diesem Denkmal hochladen | Königlich-Sächsische Meilensteine (Sachgesamtheit)                                                                              | Elterlein           | 19. Jahrhundert (Meilenstein)      | Meilenstein; verkehrsgeschichtlich von Bedeutung | 08986132 |
| Direkt Bild zu diesem Denkmal hochladen | Wettinstein | Elterlein (Karte)   | bezeichnet 1889 (Gedenkstein)      | Gedenkstein; zum 800-jährigen Wettinjubiläum, von landesgeschichtlichdynastischer Bedeutung                                                                        | 08986122 |
| Direkt Bild zu diesem Denkmal hochladen | Bahnhof Elterlein | Elterlein (Karte)   | 1900 (Empfangsgebäude)             | Empfangsgebäude, daran angebauter Güterschuppen und Nebengebäude eines ehemaligen Bahnhofs; Klinkergebäude, baugeschichtliche und verkehrsgeschichtliche Bedeutung | 08986125 |
| Direkt Bild zu diesem Denkmal hochladen | Kursächsische Postmeilensäulen (Sachgesamtheit)                                                                                 | Elterlein (Karte)   | bezeichnet 1729 (Postdistanzsäule) | Postmeilensäule; Distanzsäule, verkehrsgeschichtlich von Bedeutung                                                                                                 | 08986116 |
| Direkt Bild zu diesem Denkmal hochladen | Königlich-Sächsische Meilensteine (Sachgesamtheit)                                                                              | Elterlein           | 19. Jahrhundert (Meilenstein)      | Meilenstein; verkehrsgeschichtlich von Bedeutung | 08986134 |
| Direkt Bild zu diesem Denkmal hochladen | Wohnmühlenhaus (mit Mühlentechnik), daran angebautes Seitengebäude, Mühlgraben und Teich eines Mühlenanwesens                   | Schwarzbach (Karte) | Kern vor 1850 (Müllerwohnhaus)     | Wohnmühlenhaus zeittypischer Putzbau, ortsstrukturprägendes Anwesen, technikhistorische Bedeutung                                                                  | 08986144 |

## Gelenau/Erzgeb.
| Bild                                    | Bezeichnung | Lage    | Datierung                                         | Beschreibung | ID       |
| --------------------------------------- | --- | ------- | ------------------------------------------------- | --- | -------- |
| Direkt Bild zu diesem Denkmal hochladen | Sachgesamtheit Königlich-Sächsische Triangulierung („Europäische Gradmessung im Königreich Sachsen“); Station 128 Steinkamm | (Karte) | bezeichnet 1878 (Triangulationssäule)             | Triangulationssäule; Station 2. Ordnung, bedeutendes Zeugnis der Geodäsie des 19. Jahrhunderts, vermessungsgeschichtlich von Bedeutung                                                                                              | 09305065 |
| Direkt Bild zu diesem Denkmal hochladen | Strumpffabrik Volkmar Hofmann (ehem.)                                                                                       | (Karte) | bezeichnet 1923 (Fabrikgebäude)                   | Ehemalige Strumpffabrik; Industriebau mit Einflüssen des Neoklassizismus und Expressionismus, architektonisch anspruchsvoll, gut im ursprünglichen Sinn erhalten, baugeschichtliche und ortsgeschichtliche Bedeutung                | 08986084 |
| Direkt Bild zu diesem Denkmal hochladen | Kursächsische Postmeilensäulen (Sachgesamtheit)                                                                             | (Karte) | bezeichnet 1723 (Halbmeilensäule)                 | Postmeilensäule; Kopie einer Halbmeilensäule, verkehrsgeschichtlich von Bedeutung | 08986072 |
| Direkt Bild zu diesem Denkmal hochladen | Straßenbrücke über den Gelenaubach                                                                                          | (Karte) | Kern 19. Jahrhundert (Straßenbrücke)              | Bruchstein-Bogenbrücke, baugeschichtlich von Bedeutung | 09229234 |
| Direkt Bild zu diesem Denkmal hochladen | Schüllermühle | (Karte) | 1819 (Mühle); Erweiterung bezeichnet 1838 (Mühle) | Mühlengebäude (Nr. 6/10) mit zwei Nebengebäuden (darunter Nr. 4); stattliches Mühlengebäude, nach 1838 erste Spinnerei in Gelenau, Fachwerk-Obergeschoss, Mansarddach, besondere baugeschichtliche und ortsgeschichtliche Bedeutung | 08986051 |
| Direkt Bild zu diesem Denkmal hochladen | Bahnhof Gelenau | (Karte) | 1886 (Empfangsgebäude); 1886 (Güterabfertigung)   | Empfangsgebäude und daran angebauter Güterschuppen eines ehemaligen Bahnhofs; Empfangsgebäude massiv, Güterschuppen Holzkonstruktion, vor allem verkehrsgeschichtliche Bedeutung                                                    | 08986052 |

## Geyer, Stadt
| Bild                                    | Bezeichnung                                     | Lage                    | Datierung | Beschreibung | ID       |
| --------------------------------------- | ----------------------------------------------- | ----------------------- | --- | --- | -------- |
| Weitere Bilder                          | Bergbaumonumente Geyer (Sachgesamtheit)         | (Karte)                 | im Kern 16. Jahrhundert (Arsenik- und Vitriol-Produktion); 1803 (Binge); erwähnt 1505 (Drei-Kinder-Schacht); ab 1841 (Konstantinschacht); bezeichnet 1907 (Mundloch Neuer Tiefer Hirtenstolln) | Sachgesamtheit Bergbaumonumente Geyer: mit Binge, Konstantinschacht, Stauweiher, Heideteich, Areal »Drei-Kinder-Schacht«, Tiefer Hauptstolln, Mundloch Neuer Tiefer Hirtenstolln (alles Sachgesamtheitsteile); von bergbaugeschichtlicher Bedeutung | 08967479 |
| Weitere Bilder                          | Kursächsische Postmeilensäulen (Sachgesamtheit) | (Karte)                 | bezeichnet 1730 (Postdistanzsäule) | Postmeilensäule; Kopie einer Distanzsäule, verkehrsgeschichtlich von Bedeutung | 08967445 |
| Direkt Bild zu diesem Denkmal hochladen | Umspannwerk                                     | (Karte)                 | 1913–1914 (Umspannwerk) | Putzfassade mit aufwändiger Gliederung, ortsbildprägend, technikgeschichtliche Bedeutung | 08967433 |
| Weitere Bilder                          | Bahnhof Geyer                                   | Bahnhofstraße 8 (Karte) | 1888 (Lokschuppen); um 1900 (Eisenbahnwagen); um 1900 (Lokomotive) | Lokschuppen einer ehemaligen Bahnanlage, sowie Wasserkran, Kippsignal, Lokomotive, Draisine mit zwei Waggons und Kuhlemeyer-Wagen; verkehrsgeschichtlich und technikhistorisch von Bedeutung                                                        | 08967440 |
| Direkt Bild zu diesem Denkmal hochladen | Transformatorenhäuschen                         | (Karte)                 | 1911–1912 (Transformatorenstation) | technikgeschichtlich von Bedeutung | 08967441 |

## Gornau/Erzgeb.
| Bild                                    | Bezeichnung                                        | Lage                   | Datierung                     | Beschreibung                               | ID       |
| --------------------------------------- | -------------------------------------------------- | ---------------------- | ----------------------------- | ------------------------------------------ | -------- |
| Direkt Bild zu diesem Denkmal hochladen | Königlich-Sächsische Meilensteine (Sachgesamtheit) | Gornau/Erzgeb. (Karte) | bezeichnet 1833 (Meilenstein) | Meilenstein; verkehrshistorische Bedeutung | 08964509 |

## Großolbersdorf
| Bild                                    | Bezeichnung                                        | Lage                   | Datierung                                                                  | Beschreibung | ID       |
| --------------------------------------- | -------------------------------------------------- | ---------------------- | -------------------------------------------------------------------------- | --- | -------- |
| Direkt Bild zu diesem Denkmal hochladen | St. Gideon-Erbstolln                               | Großolbersdorf (Karte) | 1558–1636 (Stollen); Neuaufgewältigung 1775–1846 (Stollen)                 | Bergwerkstollen und Mundloch; ortshistorisch und bergbaugeschichtlich von Bedeutung | 09236679 |
| Direkt Bild zu diesem Denkmal hochladen | Königlich-Sächsische Meilensteine (Sachgesamtheit) | Hohndorf (Karte)       | bezeichnet 1831 (Meilenstein)                                              | Meilenstein; an der Kreuzung nach Krumhermersdorf, regionalhistorische und verkehrshistorische Bedeutung | 09207058 |
| Direkt Bild zu diesem Denkmal hochladen | Königliches Kalkwerk Heidelbach (Sachgesamtheit)   | Hopfgarten (Karte)     | um 1500 und später (Kalkwerk); 1746 erste urkundliche Erwähnung (Kalkwerk) | Sachgesamtheit Königliches Kalkwerk Heidelbach, bestehend aus dem Einzeldenkmal: Beamtenwohnhaus (siehe Einzeldenkmalliste – Obj. 09207052, Heidelbach 57) weiterhin bestehend aus den Sachgesamtheitsteilen: Mundloch der Einfahrtstrecke, Scheune, Arbeiterwohnhaus, Pulverturm, Mauerreste des Förderschachtes, Abzugsrösche sowie terrassiertes Gelände mit Stützmauern und Treppen; Reste der Anlage von regional- und industriegeschichtlicher Bedeutung | 09207053 |

## Großrückerswalde
| Bild                                    | Bezeichnung                                  | Lage                     | Datierung                                                                 | Beschreibung | ID       |
| --------------------------------------- | -------------------------------------------- | ------------------------ | ------------------------------------------------------------------------- | --- | -------- |
| Direkt Bild zu diesem Denkmal hochladen | Ehemalige Bergbauhalde                       | Großrückerswalde (Karte) | 17./18. Jahrhundert (Halde)                                               | bergbauhistorische Bedeutung | 08964806 |
| Direkt Bild zu diesem Denkmal hochladen | Ehemalige Bergbauhalde                       | Großrückerswalde (Karte) | 17./18. Jahrhundert (Halde)                                               | bergbauhistorische Bedeutung | 08964805 |
| Direkt Bild zu diesem Denkmal hochladen | Fichtenbachmühle                             | Großrückerswalde (Karte) | bezeichnet 1856 (Sturz), Kern älter                                       | Wohnhaus und Scheune einer ehemaligen Mühle (ohne Anbauten); zeit- und landschaftstypische Bauten, das Wohnhaus in Fachwerkbauweise, baugeschichtlich, ortsgeschichtlich und technikgeschichtlich von Bedeutung   | 08964542 |
| Direkt Bild zu diesem Denkmal hochladen | Straßenbrücke über die Preßnitz              | Großrückerswalde (Karte) | Mitte 19. Jahrhundert (Straßenbrücke)                                     | weitgespannte Bogenbrücke an der alten „Eisenstraße“, baugeschichtlich, verkehrsgeschichtlich und technikgeschichtlich von Bedeutung                                                                              | 08964807 |
| Direkt Bild zu diesem Denkmal hochladen | Mundloch                                     | Großrückerswalde (Karte) | 18. Jahrhundert (Mundloch)                                                | bergbauhistorische Bedeutung | 08964804 |
| Direkt Bild zu diesem Denkmal hochladen | Mundloch                                     | Mauersberg (Karte)       | 18. Jahrhundert (Mundloch)                                                | bergbauhistorische Bedeutung | 08964803 |
| Direkt Bild zu diesem Denkmal hochladen | Steinbogenbrücke über Seitenarm der Preßnitz | Mauersberg (Karte)       | 19. Jahrhundert (Straßenbrücke)                                           | verkehrshistorische Bedeutung, landschaftstypische Bauweise | 08964562 |
| Direkt Bild zu diesem Denkmal hochladen | Bergbauhalde                                 | Schindelbach (Karte)     | 19. Jahrhundert (Halde)                                                   | bergbauhistorische Bedeutung | 08964559 |
| Direkt Bild zu diesem Denkmal hochladen | Bürstenholzmacherwerkstatt                   | Schindelbach (Karte)     | ab 1897 (Um- und Anbauten der bzw. an die ältere M); 1923 (Dampfmaschine) | Bürstenholzmacherwerkstatt mit technischer Ausstattung; bemerkenswertes technisches Denkmal | 08964551 |
| Direkt Bild zu diesem Denkmal hochladen | Straßenbrücke über die Preßnitz              | Streckewalde (Karte)     | Mitte 19. Jahrhundert (Straßenbrücke)                                     | weitgespannte Bogenbrücke an der alten „Eisenstraße“, baugeschichtlich, verkehrsgeschichtlich und technikgeschichtlich von Bedeutung                                                                              | 08964807 |
| Direkt Bild zu diesem Denkmal hochladen | Ehemaliges Pochhaus                          | Streckewalde (Karte)     | Kern 18. Jahrhundert (Pochhaus)                                           | später Flachsschwingerei, 1920 zum Wohnhaus umgebaut, baugeschichtlich, ortsgeschichtlich und technikgeschichtlich von Bedeutung                                                                                  | 08964709 |
| Direkt Bild zu diesem Denkmal hochladen | Höllenmühle                                  | Streckewalde (Karte)     | bezeichnet 1845 (Mühle)                                                   | Wohnhaus, Mühlengebäude, Nebengebäude sowie technische Ausstattung eines Mühlenanwesens; weitgehend original erhaltenes Mühlenanwesen, baugeschichtlich, ortsgeschichtlich und technikgeschichtlich von Bedeutung | 08964707 |

## Grünhain-Beierfeld, Stadt
| Bild                                    | Bezeichnung                                     | Lage                | Datierung                         | Beschreibung | ID       |
| --------------------------------------- | ----------------------------------------------- | ------------------- | --------------------------------- | --- | -------- |
| Direkt Bild zu diesem Denkmal hochladen | Transformatorenhaus                             | Beierfeld (Karte)   | um 1930 (Transformatorenstation)  | nahezu quadratischer Natursteinbau mit Pyramidendach von technikgeschichtlicher Bedeutung | 09299528 |
| Direkt Bild zu diesem Denkmal hochladen | Niedere Mühle (ehem.)                           | Grünhain (Karte)    | bezeichnet 1738 (Mühle)           | Mühlengebäude; in alter erzgebirgischer Fachwerkbauweise errichtet (heute als Gasthaus genutzt), baugeschichtlich und ortsgeschichtlich von Bedeutung                                               | 09229195 |
| Direkt Bild zu diesem Denkmal hochladen | Kursächsische Postmeilensäulen (Sachgesamtheit) | Grünhain (Karte)    | um 1726, Kopie (Postdistanzsäule) | Postmeilensäule; Kopie einer Distanzsäule, ortsgeschichtlich und verkehrsgeschichtlich von Bedeutung                                                                                                | 09229215 |
| Direkt Bild zu diesem Denkmal hochladen | Straßenbrücke                                   | Waschleithe (Karte) | bezeichnet 1861 (Straßenbrücke)   | einjochige Steinbogenbrücke mit Bruchsteinbrüstungsmauern von technikgeschichtlicher und verkehrsgeschichtlicher Bedeutung                                                                          | 09299546 |
| Direkt Bild zu diesem Denkmal hochladen | Herkules-Frisch-Glück                           | Waschleithe (Karte) | 1705 Förderbeginn (Schacht)       | Schau- und Lehrbergwerk; museale Einrichtung auf dem Gelände der ehemaligen Erzgruben „Frisch Glück“ und „Herkules“ sowie des ehem. Marmorwerkes von technik- und regionalgeschichtlicher Bedeutung | 09299549 |

## Grünhainichen
| Bild                                    | Bezeichnung | Lage                        | Datierung                                                                                   | Beschreibung | ID       |
| --------------------------------------- | --- | --------------------------- | ------------------------------------------------------------------------------------------- | --- | -------- |
| Direkt Bild zu diesem Denkmal hochladen | Papierfabrik Siegel & Haase (ehem.); später Papierfabriken Grünhainichen                                                     | Borstendorf (Karte)         | nach 1881 (Fabrikgebäude)                                                                   | Teil einer Fabrikanlage (Kopfbau); markanter Putzbau mit Klinkergliederung, von baugeschichtlichem und ortsgeschichtlichem Wert | 09247852 |
| Direkt Bild zu diesem Denkmal hochladen | Elektrizitätswerk | Borstendorf (Karte)         | 1901–1902 (Kraftwerk)                                                                       | gut gegliederter Putzbau, ehemals Teil der Firma Schönherr, Besitzer der Floßmühle und einer Papierfabrik, ortsgeschichtlich und technikgeschichtlich von Bedeutung | 09240141 |
| Direkt Bild zu diesem Denkmal hochladen | Papierfabrik C. G. Schönherr (ehem.)                                                                                         | Borstendorf (Karte)         | 1897 (Verwaltungsgebäude)                                                                   | Verwaltungsgebäude einer Papierfabrik; Teil der Mühlenwerke Floßmühle, gründerzeitliche Klinkerfassade, ortsgeschichtlich und technikgeschichtlich von Bedeutung | 09240145 |
| Direkt Bild zu diesem Denkmal hochladen | Wohnhaus, Tischlerei-Werkstattgebäude und Stützmauer zur Straße                                                              | Grünhainichen (Karte)       | um 1850 (Wohnhaus)                                                                          | Wohnhaus ein Putzbau mit originalen Fenster- und Türgewände, baugeschichtlich und ortsgeschichtlich von Bedeutung | 09240854 |
| Direkt Bild zu diesem Denkmal hochladen | Spielwarenfachund Gewerbeschule (ehem.)                                                                                      | Grünhainichen (Karte)       | 1879 (Fachschulgebäude)                                                                     | Ehemaliges Fachschulgebäude der Spielzeugwarenhersteller, mit Werkstattgebäude und Schuppen; Schule repräsentativer Putzbau im Stil des Historismus, Werkstattgebäude mit Fachwerk-Zierelementen (Obergeschoss zum Teil verbrettert), Holzschuppen verbrettert, baugeschichtlich und ortsgeschichtlich von Bedeutung | 09240857 |
| Direkt Bild zu diesem Denkmal hochladen | Spielwarenverlag Emil Winkelmann                                                                                             | Grünhainichen (Karte)       | bezeichnet 1844 (Wohnhaus)                                                                  | Wohnhaus, mit Werkstattanbau; Obergeschoss Fachwerk verbrettert, Krüppelwalmdach mit zwei Dachhechten, baugeschichtlich und ortsgeschichtlich von Bedeutung | 09240860 |
| Direkt Bild zu diesem Denkmal hochladen | Firma Wendt & Kühn | Grünhainichen (Karte)       | bezeichnet 1844, später erweitert (Spielwarenfabrik)                                        | Wohnhaus und Werkstatt-Anbau einer Spielwaren- und Kunsthandwerksfirma; Obergeschoss Fachwerk, Schieferdach mit zwei Dachhechten, straßenbildprägendes Gebäude, Stammsitz der 1915 durch Margarete (Grete) Wendt und Margarete Kühn gegründeten Spielwarenfirma, baugeschichtliche und ortsgeschichtliche Bedeutung | 09240862 |
| Direkt Bild zu diesem Denkmal hochladen | Schallingsche Häuser | Grünhainichen (Karte)       | bezeichnet 1787 (Wohnhaus); vermutlich vor 1700 (Seitengebäude); um 1830 (Werkstattgebäude) | Wohnhaus (Nr. 10), daran angebautes Seitengebäude (Nr. 12) und gegenüberliegendes Werkstattgebäude (Nr. 15a); Wohnhaus und Seitengebäude mit Fachwerk-Obergeschoss, Wohnhaus mit Segmentbogenportal, Fachwerk-Konstruktion mit Kopfstreben und geschnitzter vorkragender Schwelle, eines der ältesten Gebäude im Ort, Fachwerk-Werkstattgebäude, ortshistorisch und baugeschichtlich von Bedeutung | 09240879 |
| Direkt Bild zu diesem Denkmal hochladen | Spielwarenverlag Johann David Oehme & Söhne (ehem.)                                                                          | Grünhainichen (Karte)       | bezeichnet 1811 (Verlagshaus)                                                               | Wohnhaus (Nr. 14, ehemaliges Spielwarenverlegerhaus), Waschhaus und Garten (Gartendenkmal) mit Grotte und Gartenpavillon, sowie Produktionsgebäude (Nr. 7) eines Spielwarenverlages; Verlagshaus stattlicher Putzbau mit Mansarddach, Produktionsgebäude zum Teil in Fachwerkbauweise, bedeutender Spielwarenhersteller des Ortes, baugeschichtlich und ortsgeschichtlich von Bedeutung | 09240888 |
| Direkt Bild zu diesem Denkmal hochladen | Pfeifendreherei (ehem.) | Grünhainichen (Karte)       | um 1730 (Pfeifendreherei); um 1810 (Wohnhaus)                                               | Wohnhaus; ehemalige Pfeifendreherei, Obergeschoss Fachwerk, baugeschichtlich und ortshistorisch von Bedeutung | 09240891 |
| Direkt Bild zu diesem Denkmal hochladen | Spanziehmühle | Grünhainichen (Karte)       | 1650 erste urkundliche Erwähnung (Mühle); um 1700 und später (Mühle)                        | Mühlengebäude und Seitengebäude eines Mühlenanwesens, mit Vorfluter (ab Schutzschacht bis zur Grundstücksgrenze) und Wasserrad; 1650 erste urkundliche Erwähnung der Spänmühle, Seitengebäude mit verschiefertem Fachwerk-Obergeschoss, baugeschichtlich und ortsgeschichtlich von Bedeutung | 09240890 |
| Direkt Bild zu diesem Denkmal hochladen | Königlich-Sächsische Meilensteine (Sachgesamtheit)                                                                           | Waldkirchen/Erzgeb. (Karte) | 19. Jahrhundert (Meilenstein)                                                               | Meilenstein; verkehrshistorische Bedeutung | 09207493 |
| Direkt Bild zu diesem Denkmal hochladen | Sachgesamtheit Königlich-Sächsische Triangulierung („Europäische Gradmessung im Königreich Sachsen“); Station 90 Waldkirchen | Waldkirchen/Erzgeb. (Karte) | bezeichnet 1869 (Triangulationssäule)                                                       | Triangulationsstein; Station der Königlich-Sächsischen Triangulation, Netz 2. Ordnung, wissenschaftlich und technikgeschichtlich von Bedeutung | 09305075 |
| Direkt Bild zu diesem Denkmal hochladen | Spielwarenverlag Carl Heinrich Oehme (ehem.); später Firma Paul Oehme                                                        | Waldkirchen/Erzgeb. (Karte) | Mitte 19. Jahrhundert (Verlagshaus); 1. Hälfte 19. Jahrhundert (Fabrikgebäude)              | Wohnhaus, Produktionsgebäude, Einfriedungsmauer, Toreinfahrt, Garten und Gartenpavillon eines ehemaligen Spielwarenverlages; Wohnhaus zweigeschossiger Putzbau mit Freitreppe, Produktionsgebäude zum Teil in Fachwerkbauweise, industriegeschichtliche, ortshistorische und ortsbildprägende Bedeutung | 09207485 |
| Direkt Bild zu diesem Denkmal hochladen | Straßenbrücke über die Zschopau                                                                                              | Waldkirchen/Erzgeb. (Karte) | 1865 (Straßenbrücke)                                                                        | zweibogige Steinbrücke, verkehrshistorische und ortsbildprägende Bedeutung | 09207497 |
| Weitere Bilder                          | Rolle-Mühle und Blaufarbenwerk Zschopenthal (Sachgesamtheit)                                                                 | Waldkirchen/Erzgeb. (Karte) | ab 1687 (ältester Teil des Blaufarbenwerkes); 1835 (Nr. 13/14, Doppelwohnhaus Mühle)        | Sachgesamtheit Rolle-Mühle und Blaufarbenwerk Zschopenthal, mit den folgenden Einzeldenkmalen: Gartenhaus (siehe Einzeldenkmalliste – Obj. 09248095, Zschopenthal 7), Nebengebäude (sogenanntem Turmhaus, Zschopenthal 9), Herrenhaus (Zschopenthal 10) und weiteres Nebengebäude (Zschopenthal 11) eines Blaufarbenwerkes (siehe Einzeldenkmalliste – Obj. 09207494, Zschopenthal 9–11), Mühlengebäude (Zschopenthal 15), Wohnhaus (Zschopenthal 16) und Nebengebäude (Zschopenthal 17) eines Mühlenanwesens (siehe Einzeldenkmalliste – Obj. 09207496, Zschopenthal 15–17), sowie mit folgenden Sachgesamtheitsteilen: Brunnen und Hofpflasterung des Blaufarbenwerkes (bei Nr. 9–11), Doppelwohnhaus (Zschopenthal 13/14), Werksgebäude (Zschopenthal 31) und weitere Nebengebäude (Fabrikgebäude Zschopenthal 30, Obj. 09248096, 2009 abgebrochen); früher Industriekomplex in seltener Vollständigkeit und Authentizität, Mühle aus der Blaufarbenfabrik hervorgegangen, Anlage von industrie-, orts- und baugeschichtlicher sowie landschaftsprägender Bedeutung | 09300170 |
| Direkt Bild zu diesem Denkmal hochladen | Wäschemangel | Waldkirchen/Erzgeb. (Karte) | um 1900 (Wäschemangel)                                                                      | Kastenmangel mit Elektromotor der Fabrik hauswirtschaftlicher Maschinen Ernst Herrschuh in Chemnitz/Siegmar, derzeit demontiert und eingelagert, von hauswirtschaftsgeschichtlicher und technikgeschichtlicher Bedeutung | 09302031 |
| Weitere Bilder                          | Rolle-Mühle und Blaufarbenwerk Zschopenthal (Sachgesamtheit)                                                                 | Waldkirchen/Erzgeb. (Karte) | bezeichnet 1845, mehrfach erweitert (Mühle)                                                 | Einzeldenkmale der Sachgesamtheit Rolle-Mühle und Blaufarbenwerk Zschopenthal: Mühlengebäude (Zschopenthal 15), Wohnhaus (Zschopenthal 16) und Nebengebäude (Zschopenthal 17) eines Mühlenanwesens (siehe auch Sachgesamtheitsliste – Obj. 09300170, Zschopenthal 7–31); ortshistorische und ortsbildprägende Bedeutung | 09207496 |